# Algier
Algier ([ˈalʒiːɐ̯]; arabisch مدينة الجزائر Madīnat al-Dschazā'ir, algerisches Arabisch دزاير Dzayer, berberisch ⴷⵣⴰⵢⴻⵔ ⵜⴰⵎⴰⵏⴻⵖⵜ Dzayer tamaneɣt [dzæˈjer], französisch Alger) ist die Hauptstadt Algeriens. Die größte Stadt des Landes und seine Namensgeberin ist Industriestadt, Verkehrsknotenpunkt und Kulturzentrum mit Universitäten, zahlreichen Instituten, Galerien und Museen. Auf der Westseite einer Bucht des Mittelmeers gelegen, trägt die Stadt aufgrund der glitzernd weiß vom Meer aufsteigenden Gebäude den Beinamen Alger la blanche.
Im städtischen Siedlungsgebiet der Kernstadt (hohe Bebauungsdichte und geschlossene Ortsform) leben 2,2 Millionen Menschen. Die Provinz Algier mit insgesamt 57 Gemeinden hat 3,5 Millionen Einwohner (2008). In den letzten Jahrzehnten hat sich ein größerer Vorortgürtel um die Stadt gebildet. In der Metropolregion, die weit über die Grenzen der Provinz hinausreicht, leben 6,3 Millionen Menschen (2008). Algier heißt neben der Provinz eigentlich nur die Gemeinde (etwa 150.000 Einwohner), die das Stadtzentrum umfasst.
Das Bild der älteren Viertel von Algier wird von der Kasbah mit der 1612 errichteten Ketschawa-Moschee, einer Burg aus dem 16. Jahrhundert, der Großen Moschee aus dem 11. Jahrhundert sowie von Bauten aus der französischen Kolonialzeit (1830–1962) geprägt. 1992 wurde die Altstadt (ebenfalls Kasbah genannt) von der UNESCO zum Weltkulturerbe erklärt.

## Etymologie
Der Name geht auf das arabische al-Dschazā’ir („die Inseln“) zurück und bezieht sich auf vier Inseln, auf denen die Stadt gegründet worden ist. Diese wurden im 16. Jahrhundert Teil des Festlandes.

## Geographie

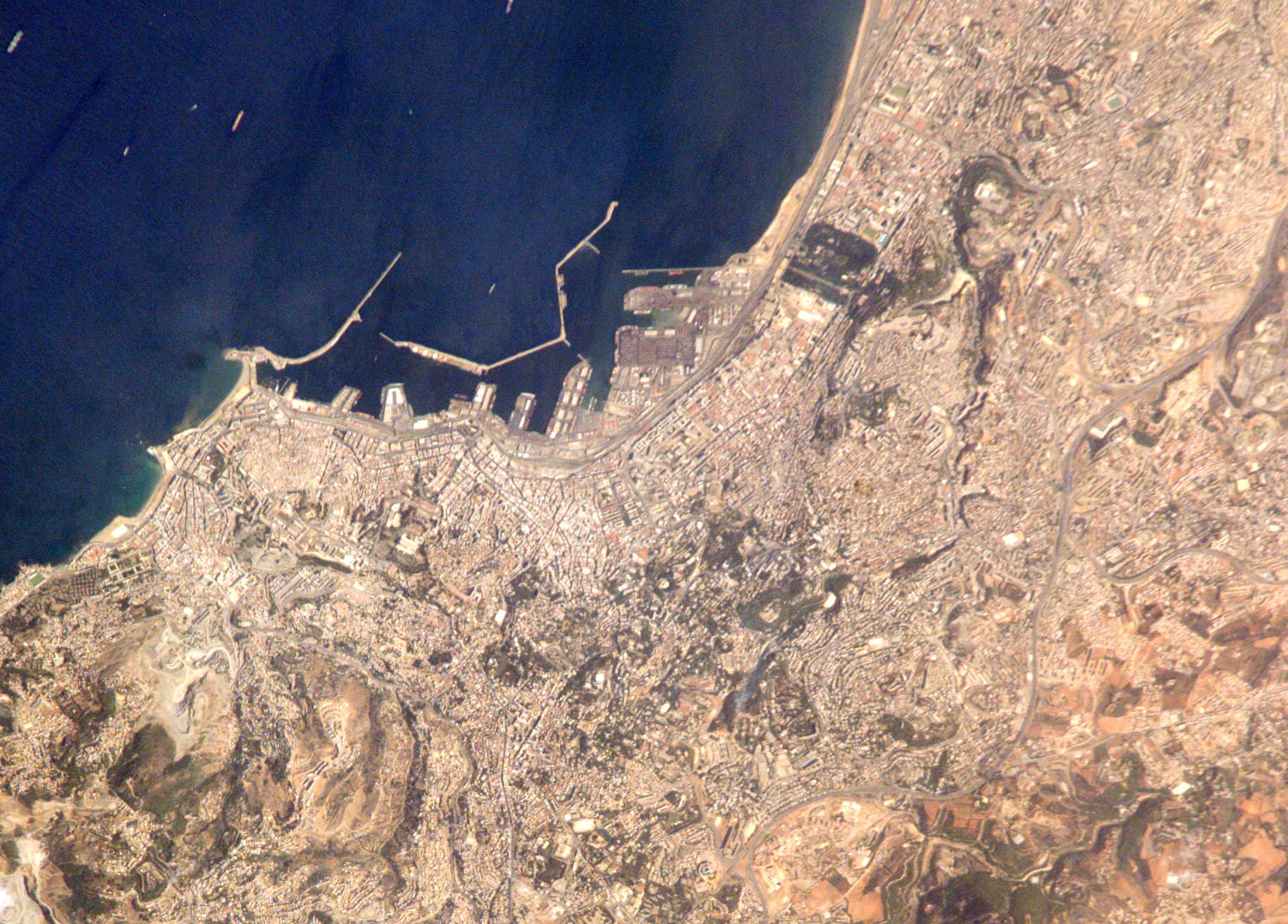
Satellitenbild von Algier

### Geographische Lage
Algier liegt in der gleichnamigen Provinz im westlichen Teil einer Bucht des Mittelmeeres, an den Berghängen des algerischen Sahel (Sahel algérois), eines Ausläufers des Atlas-Gebirges.
Hinter dem nur schmalen, buchtenreichen Saum der Mittelmeerküste erhebt sich der steil ansteigende Tellatlas mit der algerischen Hauptstadt. Der durch Becken, Längs- und Quertäler gegliederte Gebirgszug erreicht östlich von Algier in der wildzerschluchteten Kabylei 2.308 Meter Höhe. Auf seiner Südseite fällt der Tellatlas zum Hochland der Schotts (391 Meter bis weit über 1.000 Meter über dem Meeresspiegel) ab, das im Inneren zahlreiche abflusslose, versumpfte Salzseen, die sogenannten Schotts, aufweist.
Die meist kurzen Dauerflüsse in der Küstenregion können sich durch heftige Regenfälle in reißende Ströme verwandeln. In der Umgebung Algiers, an der ausreichend beregneten Nordseite des Tellatlas, wachsen mediterrane Sträucher wie Macchie, Aleppo-Kiefern, Korkeichen und Steineichen sowie (über 1.600 Meter) Atlas-Zedern; in der Kabylei gibt es noch zusammenhängende Waldgebiete.

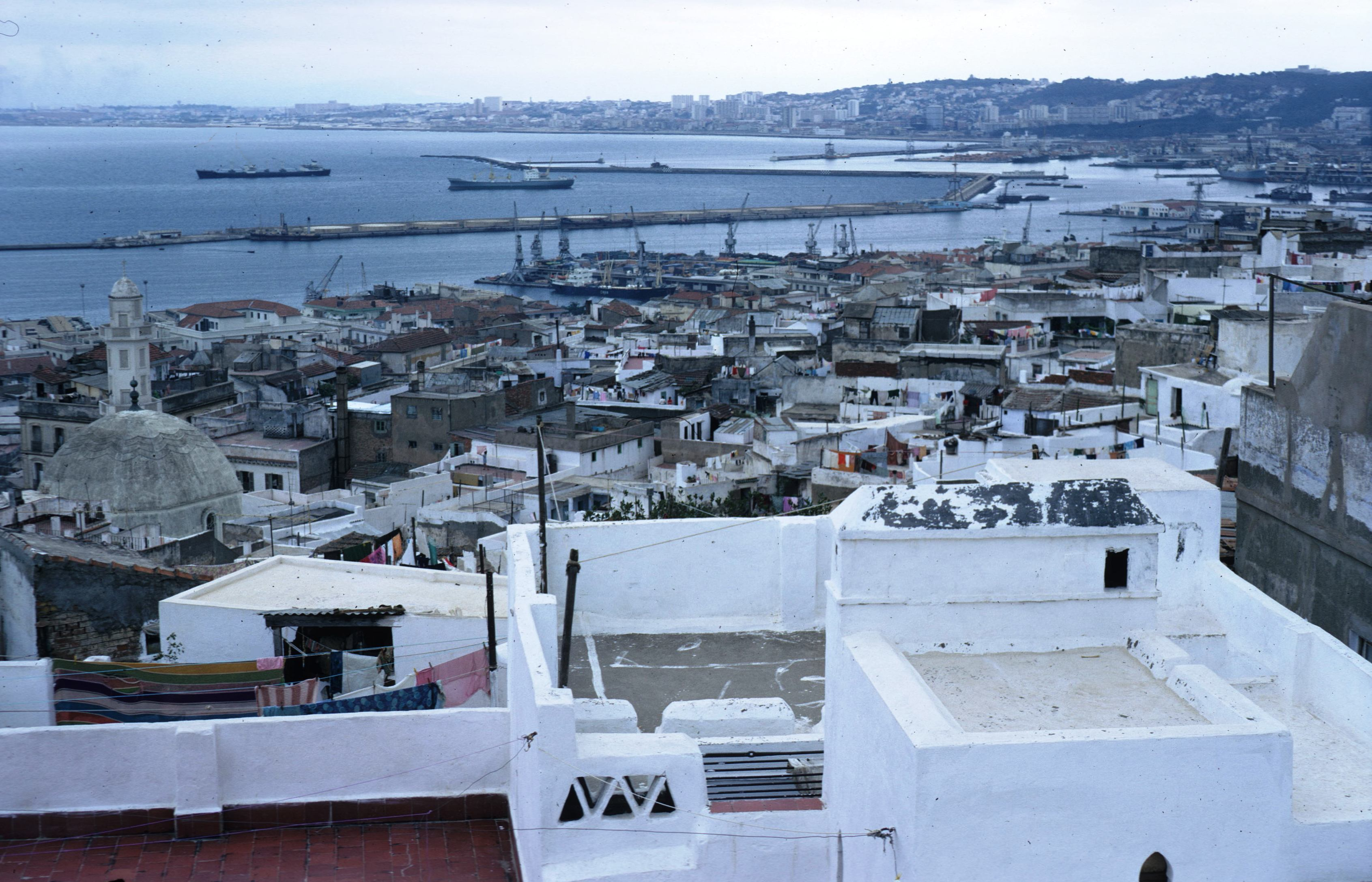
Kasbah, Weltkulturerbe seit 1992: links Ibn-Fares-Moschee, von 1850 bis 1960 Große Synagoge Rabbi Bloch

Die Provinz hat eine Fläche von 865 Quadratkilometer. Davon gehören 273 Quadratkilometer (32 Prozent) zur Kernstadt (hohe Bebauungsdichte und geschlossene Ortsform), 592 Quadratkilometer (68 Prozent) bestehen aus Vorstädten und Gebieten mit ländlicher Siedlungsstruktur. Das städtische Siedlungsgebiet hat eine Ausdehnung von etwa 30 Kilometer.

### Geologie

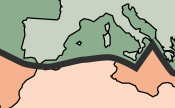
Tektonischer Grenzverlauf im Atlasgebirge: die eurasische Platte im Norden und die afrikanische Platte im Süden

Die algerische Hauptstadt Algier liegt in einer durch Erdbeben gefährdeten Zone. Das Atlasgebirge bildet plattentektonisch betrachtet die Grenze zwischen der Eurasischen Platte im Norden und der Afrikanischen Platte im Süden. Wenn diese beiden Platten aneinander reiben, kann es zu Erdbeben kommen. Die Aufzeichnungen von starken Erdbeben in der Region um die Hauptstadt Algier reichen bis in das 14. Jahrhundert zurück.
Am 2. Januar 1365 und 10. März 1673 erschütterten schwere Erdbeben Algier. Bei einem Beben am 3. Februar 1716 starben in der Region um Algier rund 20.000 Menschen. Ein Erdbeben in der südwestlich der Hauptstadt liegenden Stadt Blida forderte am 2. März 1825 rund 7.000 Todesopfer. Die Stadt wurde dabei vollständig zerstört. Nur wenige Jahrzehnte später, am 2. Januar 1867, wurde Blida erneut von einem Erdbeben zerstört.
In der westlich der algerischen Hauptstadt liegenden Stadt Ech Cheliff starben bei einem Beben mit der Stärke 7,3 auf der Richterskala am 10. Oktober 1980 etwa 5.000 Menschen. Ein Erdbeben der Stärke 6,8 forderte am 21. Mai 2003 in der östlich von Algier gelegenen Stadt Zemmouri rund 2.000 Todesopfer.

### Stadtgliederung

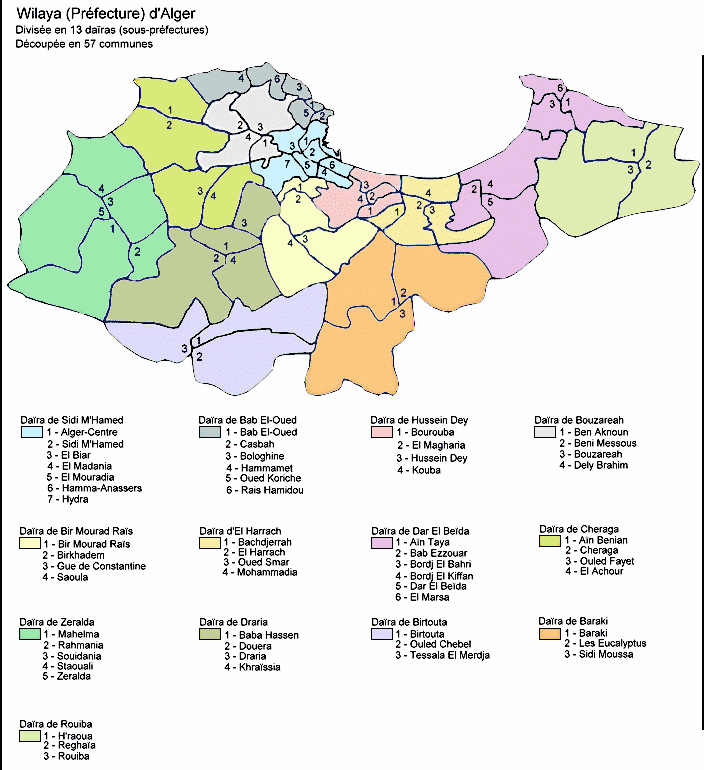
Bezirke und Gemeinden von Algier

Die Provinz Algier (von der die Kernstadt Algiers etwa ein Drittel einnimmt) gliedert sich in 13 Kreise (Daïras) und 57 Gemeinden (Communes), wovon eine die Gemeinde Alger-Centre (etwa 150.000 Einwohner) ist.
- Daïra von Bab El Oued: Bab El-Oued, Casbah, Bologhine, Hammamet, Oued Koriche, Rais Hamidou
- Daïra von Baraki: Baraki, Les Eucalyptus, Sidi Moussa
- Daïra von Bir Mourad: Raïs, Bir Mourad Raïs, Birkhadem, Gué de Constantine, Saoula
- Daïra von Birtouta: Birtouta, Ouled Chebel, Tessala El Merdja
- Daïra von Bouzareah: Ben Aknoun, Beni Messous, Bouzareah, Dely Brahim
- Daïra von Chéraga: Aïn Benian, Chéraga, Ouled Fayet, El Achour
- Daïra von Dar El Beïda: Aïn Taya, Bab Ezzouar, Bordj El Bahri, Bordj El Kiffan, Dar El Beïda, El Marsa
- Daïra von Draria: Baba Hassen, Douera, Draria, Khraïssia
- Daïra von El Harrach: Bachdjerrah, El Harrach, Oued Smar, Mohammadia
- Daïra von Hussein Dey: Bourouba, El Magharia, Hussein Dey, Kouba
- Daïra von Rouïba: H'raoua, Reghaïa, Rouïba
- Daïra von Sidi M'Hamed: Algier-Zentrum, Sidi M'Hamed, El Biar, El Madania, El Mouradia, Hamma-Anassers, Hydra
- Daïra von Zeralda: Mahelma, Rahmania, Souidania, Staouali, Zeralda

### Klima
Algier befindet sich in der mediterranen Klimazone mit warmen und trockenen Sommern sowie kühlen und niederschlagsreichen Wintern. Die Jahresdurchschnittstemperatur beträgt 18,2 °Celsius. Der wärmste Monat ist der August mit durchschnittlich 25,2 °Celsius, die kältesten Monate Januar und Februar mit 12,2 bis 12,6 °Celsius im Mittel. Meeresbrisen sorgen an heißen Tagen für Abkühlung. Im Winter gibt es häufig Stürme mit starken Regenfällen.
Am 9. November 2001 starben bei schweren Unwettern in Algier 672 Menschen, 1500 Familien wurden obdachlos. Starke Regenfälle hatten Schlamm- und Gerölllawinen ausgelöst, die an den Hügeln der algerischen Hauptstadt gelegene, leicht gebaute Behausungen der Armenviertel fortrissen. Mit 120 Millimeter Regen innerhalb eines Tages fiel mehr Niederschlag als im gesamten übrigen Monat.
Die jährliche Niederschlagsmenge liegt bei 598 mm im Mittel. Der meiste Niederschlag fällt zwischen November und Februar mit durchschnittlich 72,7 bis 91,0 mm, der wenigste zwischen Juni und August mit 4,5 bis 8,5 mm im Mittel.
|                       | Jan  | Feb  | Mär  | Apr  | Mai  | Jun  | Jul  | Aug  | Sep  | Okt  | Nov  | Dez  |   |      |
| Mittl. Tagesmax. (°C) | 16,5 | 17,3 | 18,5 | 20,4 | 23,5 | 27,0 | 30,6 | 31,2 | 29,2 | 25,1 | 20,7 | 17,2 | ⌀ | 23,1 |
| Mittl. Tagesmin. (°C) | 5,9  | 6,4  | 7,0  | 9,0  | 12,0 | 15,6 | 18,5 | 19,1 | 17,1 | 13,7 | 9,6  | 7,0  | ⌀ | 11,8 |
|                       |      |      |      |      |      |      |      |      |      |      |      |      |   |      |
| Niederschlag (mm)     | 79   | 83   | 74   | 60   | 41   | 17   | 4    | 6    | 35   | 76   | 93   | 111  | Σ | 679  |
|                       |      |      |      |      |      |      |      |      |      |      |      |      |   |      |
| Sonnenstunden (h/d)   | 4,9  | 5,8  | 6,9  | 7,6  | 9,1  | 10,1 | 11,0 | 10,3 | 8,8  | 6,9  | 5,3  | 4,8  | ⌀ | 7,6  |
|                       |      |      |      |      |      |      |      |      |      |      |      |      |   |      |
| Regentage (d)         | 8    | 9    | 9    | 7    | 6    | 2    | 1    | 1    | 3    | 7    | 8    | 11   | Σ | 72   |
|                       |      |      |      |      |      |      |      |      |      |      |      |      |   |      |
| Wassertemperatur (°C) | 15   | 14   | 15   | 15   | 17   | 20   | 23   | 24   | 23   | 21   | 18   | 16   | ⌀ | 18,4 |
|                       |      |      |      |      |      |      |      |      |      |      |      |      |   |      |
| Luftfeuchtigkeit (%)  | 78   | 78   | 77   | 76   | 76   | 72   | 70   | 71   | 72   | 73   | 76   | 79   | ⌀ | 74,8 |

| 5,9 |

| 6,4 |

| 7,0 |

| 9,0 |

| 12,0 |

| 15,6 |

| 18,5 |

| 19,1 |

| 17,1 |

| 13,7 |

| 9,6 |

| 7,0 |

| 5,9 |

| 6,4 |

| 7,0 |

| 9,0 |

| 12,0 |

| 15,6 |

| 18,5 |

| 19,1 |

| 17,1 |

| 13,7 |

| 9,6 |

| 7,0 |

## Geschichte

### Stadtgründung
Etwa um 1200 v. Chr. besiedelten die Phönizier das Gebiet der heutigen Stadt. Sie gründeten an der Bucht von Algier eine Handelsniederlassung und gaben ihr den Namen Icosim. Nach Beendigung der Punischen Kriege kam die Siedlung 146 v. Chr. unter die Oberherrschaft der Könige von Mauretanien. Als Icosium gehörte sie seit 42 n. Chr. zur römischen Provinz Mauretania Caesariensis und war ein Stützpunkt der mauretanischen Flotte (Classis Mauretanica).
429 eroberten die Vandalen unter König Geiserich den Ort. Ab 533 war die Stadt Teil des Byzantinischen Reiches, bis sie im Jahre 681 von arabischen Streitkräften zerstört wurde. 950 gründete Buluggin ibn Ziri, Herrscher der Berberdynastie der Ziriden, an der Küste erneut eine Siedlung. Innerhalb der folgenden fünf Jahrhunderte wurde der Ort mehrmals von europäischen, arabischen und berberischen Truppen eingenommen, erlangte jedoch keine große überregionale Bedeutung. Der arabische Stamm der Thaaliba unter der Führung von Abou Zeid Abderrahmane Ben Mekhlouf at-Thaalibi übernahm das Regiment.

### Barbareskenstaat

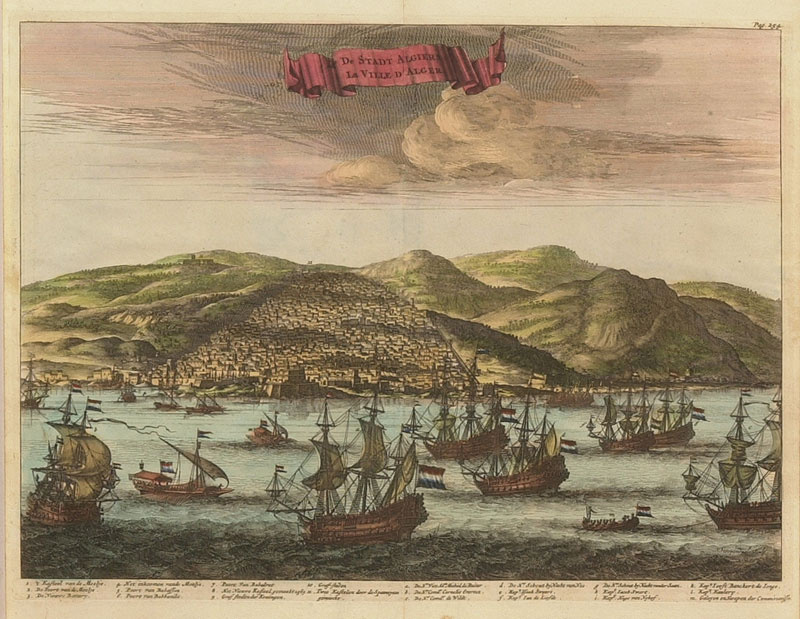
Algier 1680, kolorierter Druck von Bastiaen Stoopendael (1637–1707)

Im 16. Jahrhundert, nach der Rückeroberung Granadas 1492 durch die spanische Königin Isabella I. von Kastilien und König Ferdinand II. von Aragón machten muslimische Seeräuber (Korsaren), von denen viele aus Spanien geflohene Morisken waren, Algier, Tunis, Tripolis und Marokko zu ihrer Basis. Von hier führten sie einen asymmetrischen Kleinkrieg gegen die Handelsschifffahrt der christlichen Mittelmeermächte. Sie handelten hierbei aus einem Bündel von Motiven. Diese waren politischer, islamisch-religiöser und materieller Natur. Diese im Westen als Barbareskenstaaten (Barbaresken = Barbaren oder Berber) bezeichneten Gebiete führten von dort aus einen erbitterten Kampf gegen die christlichen Mittelmeermächte, insbesondere deren Schifffahrt und Küsten, und versklavten ihre Opfer. Damals waren bis zu 40 % der Bevölkerung Algiers versklavte Europäer. Spanische Schiffe belagerten Algier.
Der bekannteste Korsarenführer war Khair ad-Din Barbarossa. Nachdem er die Belagerung 1518 durchbrochen hatte, unterstellte er sich und sein Herrschaftsgebiet 1521 dem osmanischen Sultan, der auf diese Weise Oberherr von Nordafrika (mit Ausnahme Marokkos) wurde und eine schlagkräftige Flotte gewann. Algier lag im Beylik von Titteri, dieser war formal eine Provinz des Osmanischen Reichs, der Sitz der Deys, der Statthalter des Sultans war. Die Wirtschaft basierte auf der Piraterie. Indes wohnte die osmanische Oberschicht gerne begrünt in den Fahs. Eine Art Mittelschicht, die Kuloğlu, entstand aus der Verbindung von Janitscharen mit algerischen Frauen. Den Kuloğlu Algeriens standen jedoch meist nur die untergeordneten Machtpositionen offen. Zeitweise waren bis zu 12.000 Janitscharen in Algier stationiert. Algier wurde in den Jahren 1682/1683/1688 von der französischen Flotte bombardiert. 1711 wurde Algier von Istanbul faktisch unabhängig.
Der Kriegszustand mit den abendländischen Staaten gab der Seeräuberei die formale Legitimation der im Krieg üblichen Kaperei. Die Versuche der europäischen Mächte, die Stadt zu erobern und der Piraterie Einhalt zu gebieten, scheiterten. 1541 schickte Karl V., Kaiser des Heiligen Römischen Reiches und König von Spanien, seine Truppen gegen Algier. Er scheiterte genauso wie die Dänen 1770 und Spanien mit seiner Armee 1775. 1805 gelang es Jérôme Bonaparte im Auftrag seines Bruders Napoleon, eine größere Anzahl italienischer Gefangener freizukaufen. Die propagandistisch motivierte Aktion war im Kampf der europäischen Mittelmeer-Anrainer gegen die Piraterie eher kontraproduktiv (und offenbarte letztendlich einmal mehr Frankreichs Schwäche in der Seekriegsführung).

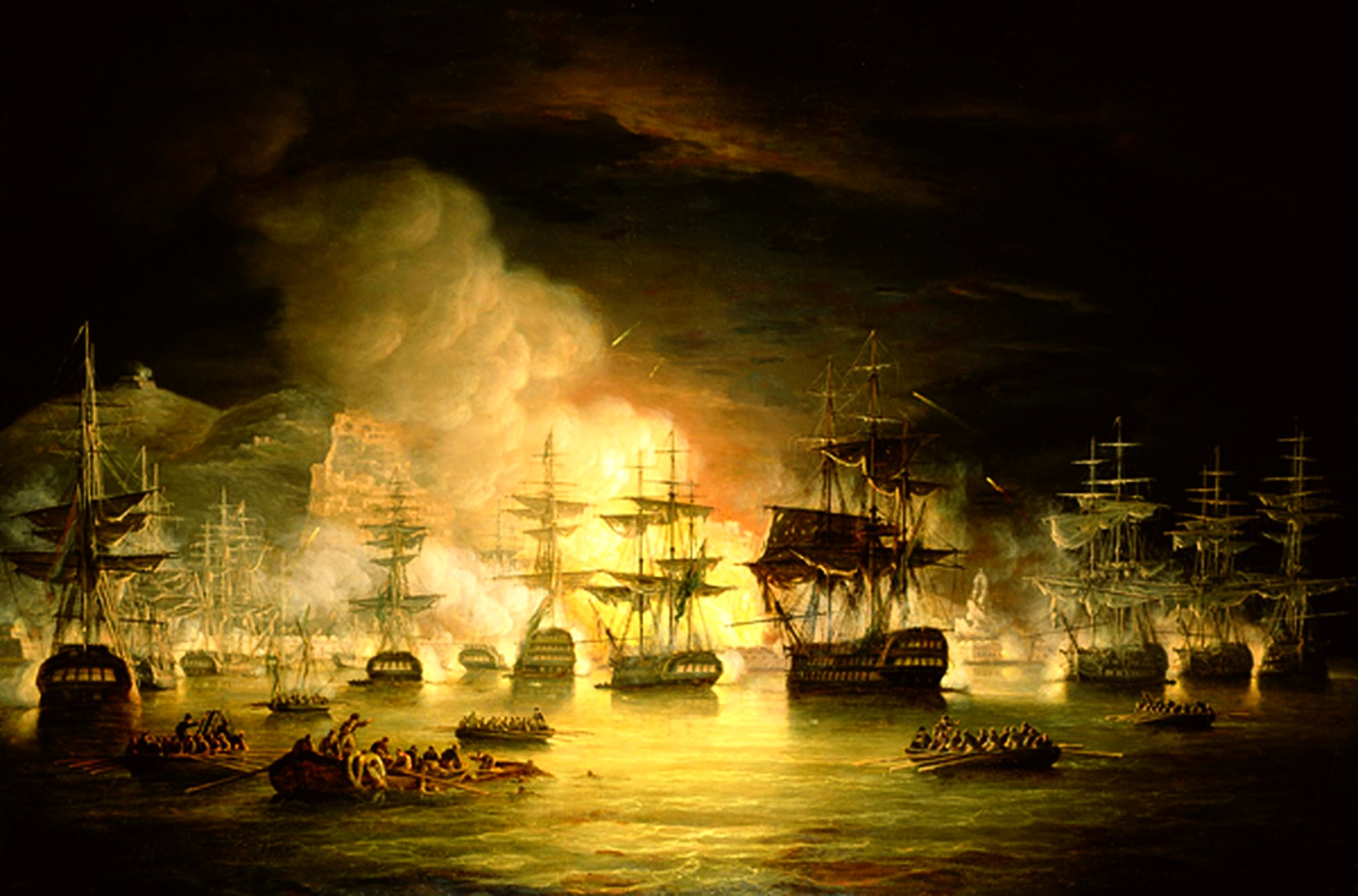
Thomas Luny: Die Beschießung Algiers, 1820, Öl auf Leinwand, 122 × 183 cm, Privatsammlung

Auch einem britischen Geschwader von 19 Kriegsschiffen unter dem Kommando von Edward Pellew, unterstützt von 11 niederländischen Fregatten unter dem Befehl von Theodorus Frederik van Capellen, gelang es am 27. August 1816 nicht, die Stadt zu erobern. Allerdings zwang die Streitmacht den Dey Omar von Algier durch die Zerstörung seiner Flotte und ein Bombardement seiner Hauptstadt und ihrer Befestigungen tags darauf zu einem Vertrag, der zur Freilassung der christlichen Sklaven und der Rückzahlung bereits entrichteter Lösegelder führte.
Mit der Stärkung der christlichen Seefahrermächte, vor allem Großbritannien, Frankreich und der Niederlande, verlor die Kaperei gegen den christlichen Handel im Mittelmeer zunehmend an Bedeutung. Im 18. und 19. Jahrhundert nahm der kommerzielle Handel mit Europa, vor allem mit Frankreich, zu. Die Piraterie der Korsaren fand ihr Ende mit der Schlacht von Navarino am 20. Oktober 1827, als die Kriegsschiffe der mit dem Osmanischen Reich verbündeten Barbaresken zerstört wurden. Einer der größten Arbeitgeber in Algier vor der französischen Eroberung waren jedoch die Moscheen. Vier bis sieben Prozent der städtischen männlichen Bevölkerung waren an Moscheen beschäftigt.

### Französische Eroberung und Herrschaft
Am 29. April 1827 schlug der Dey von Algier, Hussain III., den französischen Konsul Pierre Deval bei einer Audienz mehrmals mit dem Fliegenwedel, nachdem der Konsul mit einer beleidigenden Bemerkung die Bitte des Deys abgelehnt hatte, den Kredit zurückzuerstatten, den er 1796 an Napoleon Bonaparte während des Italienfeldzuges gewährt hatte. Für die in Frankreich regierenden Bourbonen war dies ein Anschlag auf die Ehre ihres Landes. Und so nahm der französische König Karl X. diesen Zwischenfall zum Vorwand, dem Dey den Krieg zu erklären. Am 16. Juni 1827 begann eine dreijährige Blockade des Hafens von Algier. In erster Linie war dieser Schritt durch die innenpolitische Lage in Frankreich bedingt, die den König zwang, die Aufmerksamkeit der Öffentlichkeit auf die real nicht mehr existierende Gefahr durch die nordafrikanischen Korsaren zu lenken.
Der Militärschlag gegen Algier erfolgte 1830, als Karl X. politisch am Ende war. Die Niederlage der Osmanen in Staoueli machte den rund 37.000 Invasoren den Weg frei. Die 83 Kanonen brachten Algier am 5. Juli 1830 zu Fall. Die Julirevolution in Frankreich konnte nicht mehr aufhalten, aber in den folgenden Jahrzehnten wurde die Eroberung als Maßnahme im Kampf gegen die islamische Bedrohung der christlichen Anrainer des Mittelmeers bezeichnet. Die Bevölkerung von Algier verringerte sich durch Tötung oder Vertreibung um rund 30.000 Einwohner.

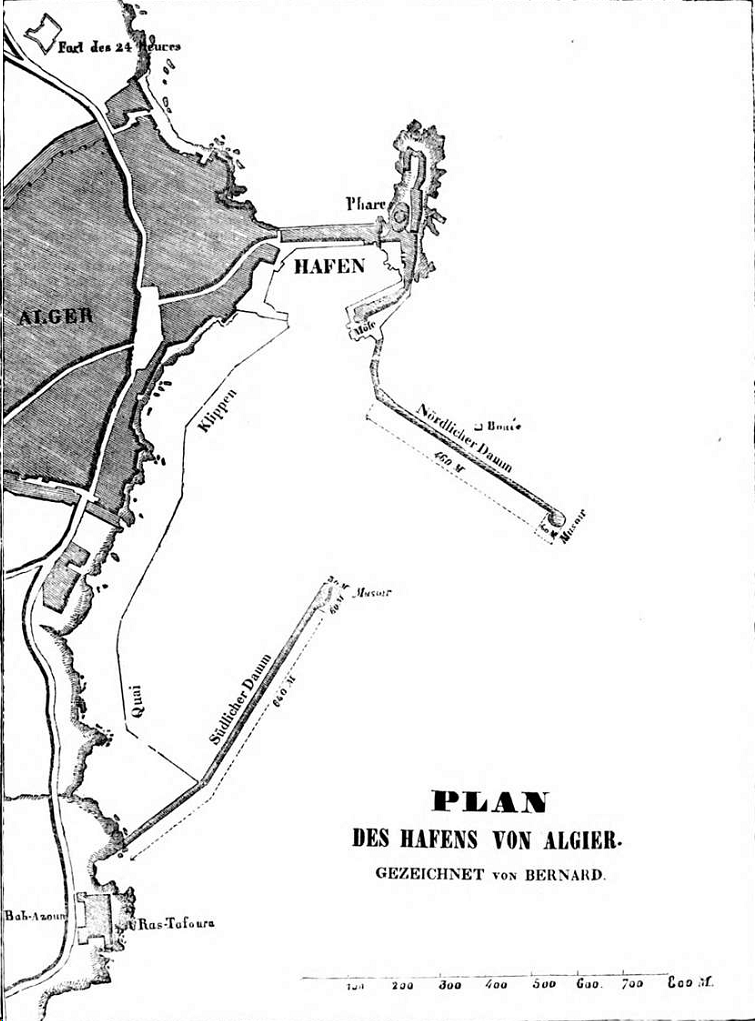
Karte von Algier mit Hafen 1843

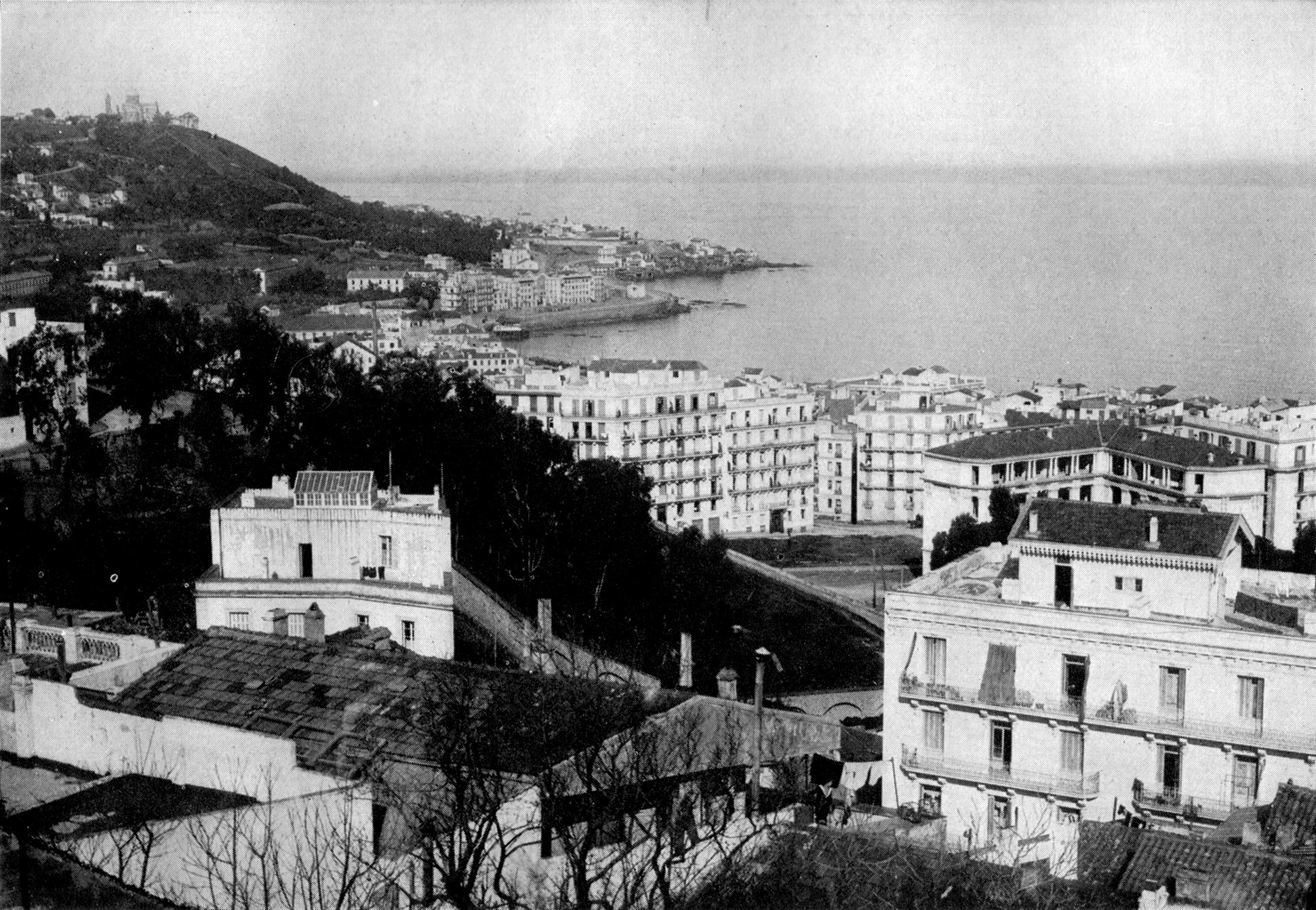
Stadt und Hafen von Algier 1921

1830 wurde Algier Hauptstadt der Kolonie, Sitz der Nationalgarde ab dem 30. Dezember 1830 (ab 1836 Milice africaine), später mit der Februarrevolution 1848 auch des Departements von Algier. Als Machtdemonstration des Duc de Rovigo wurde 1832 die Ketschawa-Moschee zur Kathedrale gemacht. Die Franzosen räumten muslimische Friedhöfe. Osmanisches Eigentum wurde enteignet, 3000 von 5000 Häusern verstaatlicht. General Clausel ließ die Straßen umbenennen. Die Verwaltung gab die Zeitung Le Moniteur algérien heraus, in einer für die meisten Menschen unverständlichen Sprache. Am 10. Januar 1842 entstand unter Eugène Guyot mit dem 10 km entfernten Draria am Oued Roula die erste eigentliche Kolonistensiedlung, auf Stammland von Mohammed Serya. Ab 1842 war die Kontrolle im umliegenden Sahel d’Alger gefestigt, der Widerstand Abd el-Kaders und der Hadjoutes fast gebrochen.
In den 1830er und 1840er Jahren kamen Männer meist südfranzösischen, spanisch-balearischen, süditalienischen, maltesischen und korsischen Ursprungs. Viele arbeiteten in armeenahen Betrieben und als Schänkenwirte. 1841 lebten auf 1000 eingewanderte Männer nur 481 eingewanderte Frauen in der Stadt, darunter zahlreiche Prostituierte. Die Algerier überließen den Invasoren das Land nicht kampflos. Allein vom 1. Juni bis 19. Oktober 1840 starben 4800 Franzosen im Militärhospital von Algier, 2700 Verletzte wurden ausgeschifft. 1842 eröffnete das Schweizer Konsulat, 1845 gab es 2400 Algerienschweizer. Deutsche Siedler jener Zeit waren gegen ihren Willen nach Algier umgeleitete Amerika-Auswanderer. Viele starben bald beim Aufbau isolierter Siedlungen im Sahel d’Alger. Ende 1841 lebten laut Einteilung der Kolonialbehörden 15.711 Christen, 12.727 Muslime, genannt Mohamedaner, und 6160 Juden in der Stadt.
Im Osten entstanden europäische Vororte, während Muslime und Juden meist in der Kasbah blieben. Der Kolonialist und Bildungspolitiker Jules Ferry wollte auch für muslimische Kinder die Schulpflicht, doch konnten gesamtalgerisch kaum 2 % zur Schule. Architekten wie Pierre-Auguste Guiauchain planten neue Wohnviertel. 1839 standen 218 europäisch anmutende Gebäude. Dafür wurden die vorherigen Grundstücksbesitzer häufig entschädigungslos enteignet. Der zwei Kilometer lange Boulevard im Hafenviertel wurde gebaut. Ab den 1900er Jahren wurde der neo-maurische Stil zunehmend von einem modernen oder sogar avantgardistischen Baustil abgelöst. Die Europäer, die sich weiterhin Colons (dt. Siedler) nannten, führten ein städtisches Leben, sie besaßen wenig bis gar keine Kenntnisse des Landesinneren oder der Geschichte des Landes. Nur sehr wenige Europäer sprachen Arabisch.
1870 endete das Zweite Kaiserreich, Romuald Vuillermoz übernahm das Regiment. Im Consistoire Algier vereint, machte das Décret Crémieux algerische Juden zu Franzosen. Eine Stimmung wie im Frankreich der Dreyfus-Affäre ab 1894 erfasste die Europäer. 1898 wurde der in Sétif geborene eingebürgerte Italiener Max Régis (vor der Namensänderung: Massimiliano Milano) und Chefredaktor des L’Antijuif algérien, der mit einem monothematischen Programm den Antisemitismus bediente, mit überwältigender Mehrheit zum Bürgermeister gewählt. Hannah Arendt beschuldigt ihn der Anstiftung zum tödlichen Pogrom. Bei den Wahlen im Mai 1898 zogen vier selbsterklärte Antisemiten für Algerien in die französische Abgeordnetenkammer ein. Algier entsendete mit Edouard Drumont, der 11.557 Wählerstimmen auf sich vereinte, und Charles Marchal gleich zwei solche Abgeordneten nach Paris. Nach Provokationen gegen die öffentliche Ordnung wurde Régis allerdings wenig später des Amtes enthoben. Régis gelang es jedoch, in zwei Sitzungen des Stadtrats einige antisemitisch motivierte Personalentscheidungen durchzubringen.
Mit der Entwicklung der lokalen Wirtschaft nahm die Einwohnerzahl rasch zu. Im einst überschaubaren bled, so der der ins Französische eingegangene algerische Ausdruck, lebten 1896 bereits 130.726 Menschen, davon waren 63.755 Franzosen und 24.970 waren weitere Europäer. Wer als Kind von Nichtfranzosen in Algerien geboren war, musste seit den „Gesetzen für automatische Einbürgerung“ von 1889 mit Erreichen der Volljährigkeit einen Antrag stellen, um nicht automatisch eingebürgert zu werden. Zudem lebten 30.777 Muslime und 11.224 Juden in Algier.

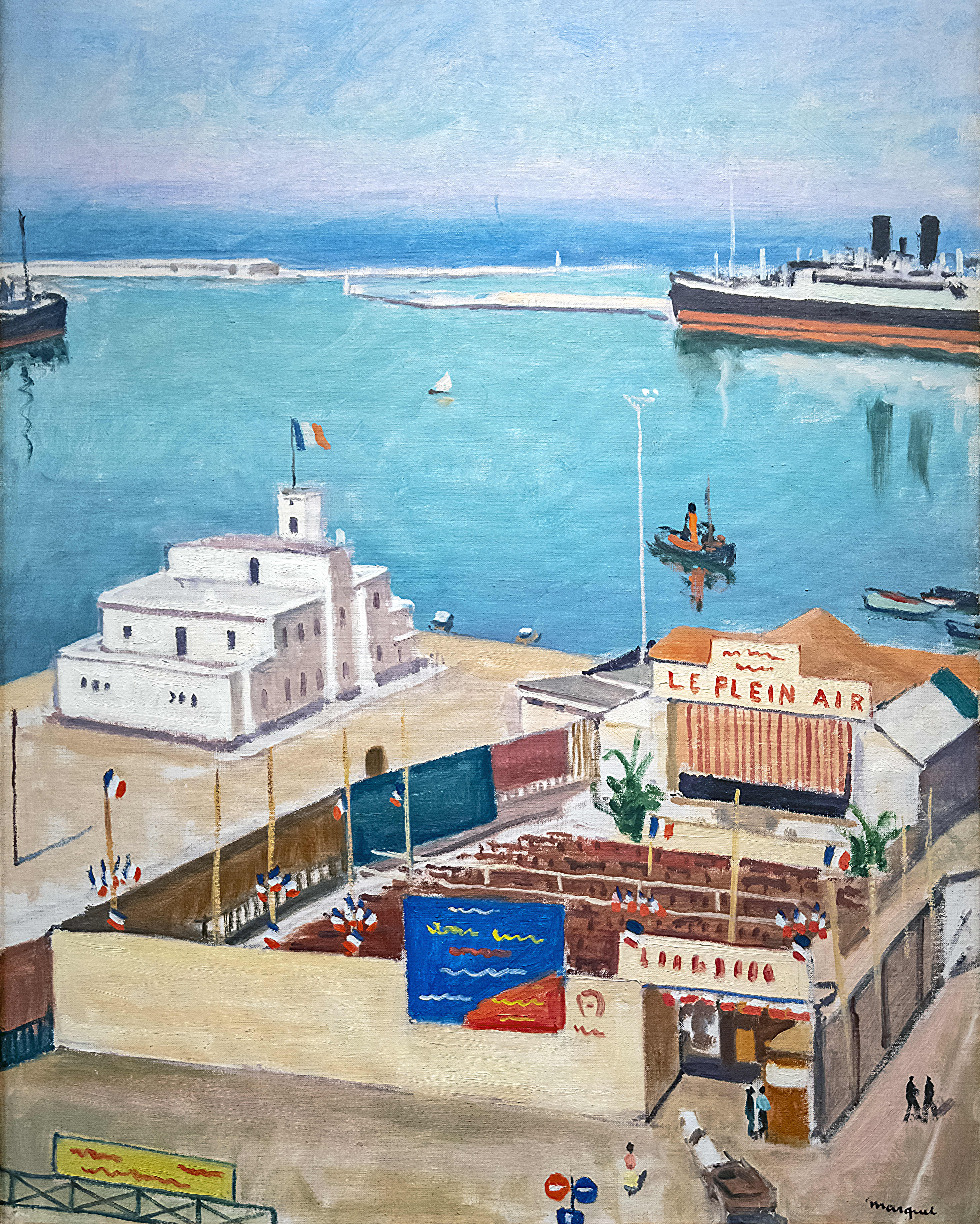
Albert Marquet: Das Freilufttheater, Algier, Öl auf Leinwand, 81 × 65 cm, Fondation Bemberg, Toulouse

Nach dem Ersten Weltkrieg (1914–1918) wuchs die muslimische Bevölkerung auch durch die Landflucht. Es entstand eine neue muslimische Gesellschaftsschicht, die Französisch sprach und nach europäischen Kriterien gebildet war. Sie wurde von den Europäern herablassend Évolués genannt. Unter Charles Jonnart gab es im Februar 1919 rechtliche Verbesserungen für muslimische Kriegsveteranen, mit Anstellungen und Einbürgerungen, die große Mehrheit verblieb unter dem Code de l’indigénat. 1931 entstand die Association des oulémas musulmans algériens. Die islamische Organisation lud, mit ihren politischen Verbündeten, darunter die Kommunistische Partei Algeriens, am 7. Juni 1936 im Kino Majestic zum Congrès musulman. 4000 bis 6000 Personen nahmen teil, von denen nur etwa 2000 in dem Saal Platz fanden. Djlali Bentami aus Oran forderte parlamentarische Repräsentation für die Muslime. Messali Haj nahm nicht teil. Der Kongress wählte eine Delegation unter Leitung von Ferhat Abbas, die am 23. Juli 1936 zu Gesprächen mit Léon Blum, Maurice Violette und Jules Moch nach Paris reiste. Le Corbusier schlug 1932 im Plan Obus den Abriss von Algier vor, die Innenstadt wollte er durch ein einziges für Autos befahrbares Gebäude ersetzen. Indes wurden viele Wohnhäuser im Internationalen Stil gebaut.
Die Algérois waren keineswegs nur rechtsgerichtete Siedler. Europäische Künstler kamen über den Hafen von Algier ins Land, um in Algerien vorübergehend dem Zauber des Orientalischen nachzuspüren und die Europäer, denen sich manchmal auch Juden und die nicht wahlberechtigten Muslime anschlossen, führten in Algier die gleichen sozialen Kämpfe wie im französischen Mutterland. Der Triumph des linken Front populaire bei den Parlamentswahlen, mit Entsendung von Henri Fiori (Union socialiste républicaine) und Marcel Régis von der SFIO (nicht mit Max Régis verwandt) für Algier, wurde der Zeitung L’Écho d’Alger zufolge am 14. Juni 1936 von einer begeisterten Menge aus 50.000 in den Straßen defilierenden Menschen gefeiert. Der ebenfalls für Algier gewählte Jean-Marie Guastavino ging für den Parti républicain, radical et radical-socialiste als Unterstützer des Front populaire nach Paris. Guastavino flüchtete noch vor der Vollmachtserteilung an Marschall Philippe Pétain im Sommer 1940 auf dem Schiff Massilia von Algier nach Casablanca.

### Zweiter Weltkrieg

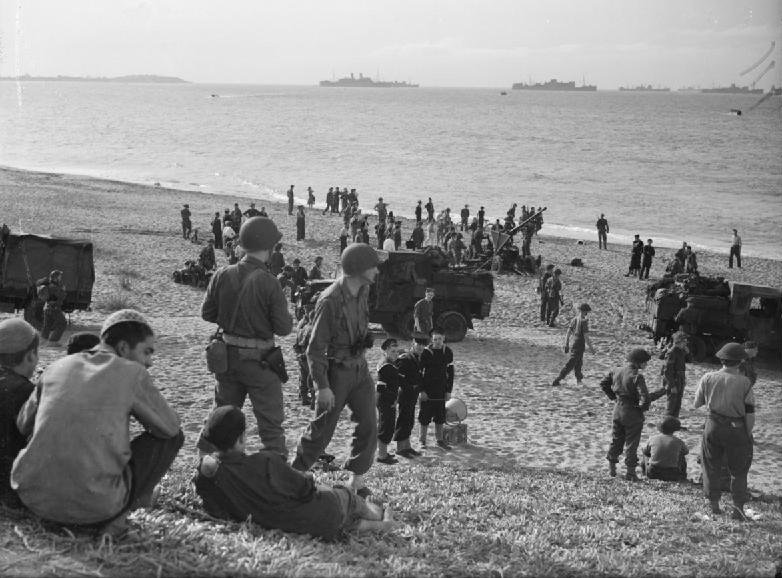
Landung der Alliierten nahe Algier 1942

Am 1. August 1942 wurden im Touristenort Zéralda, der am westlichen Stadtrand liegt, 40 Algerier im Alter zwischen 15 und etwa 60 Jahren gefangen genommen. Mehrere Bürger hatten sich spontan an der Gefangennahme beteiligt. Die muslimischen Algerier hatten gegen ein ohne Rechtsgrundlage auf Initiative des Bürgermeisters am Strand aufgestelltes Schild protestiert, auf dem stand: „Kein Betreten des Strandes für Hunde, Juden und Araber“. 25 von ihnen starben durch Ersticken in einem unbelüfteten Keller des Rathauses. Der verantwortliche Bürgermeister erhielt 1944 die milde Strafe von zwei Jahren auf Bewährung. Auch ein Polizeiinspektor und zwei Dorfpolizisten kamen frei.
Algerien gehörte im Zweiten Weltkrieg zum von Deutschland nicht besetzten Frankreich unter dem Kollaborationsregime von Philippe Pétain. Am 7. November 1942 landeten US-amerikanische und britische Soldaten und französische Widerstandskämpfer in der „Operation Torch“ in Algier, Oran und Casablanca. Am frühen Morgen des 8. Novembers verhafteten 400 Résistance-Kämpfer die Mehrzahl der Vichy-Militärs und zivilen Behördenchefs in Algier und nahmen Schlüsselstellungen wie die Telefonzentrale, die Radiostation, den Gouverneurspalast, die Präfektur, das Stabshauptquartier und das Hauptquartier des 19. Korps der Vichy-französischen Truppen sowie die Küstenartillerie in Sidi Ferruch ein.
Der Vichy-Admiral François Darlan und weitere Offiziere wurden beim „Putsch vom 8. November 1942“ durch junge Patrioten der Résistance gefangen genommen, dann aber durch die Garde mobile wieder befreit. 15 Stunden hielten die schlechtausgerüsteten Résistancekämpfer den Angriffen der Vichy-Truppen stand, was die Einkreisung der Stadt durch die Alliierten ermöglichte. Alliierte Soldaten besetzten Algier am Abend des gleichen Tages ohne großen Widerstand und nahmen die Kapitulation Darlans entgegen. Kämpfe fanden nur im Hafen statt, wo zwei britische Zerstörer versuchten, einige US-Soldaten direkt auf dem Dock abzusetzen, um die Soldaten des Vichy-Regimes davon abzuhalten, Infrastruktur zu zerstören und Schiffe zu versenken.
Am 10. Februar 1943 meldete Ferhat Abbas im Manifest des algerischen Volkes seine Vorstellungen der Nachkriegsordnung an: die totale Gleichheit von Algeriern und Franzosen. Das Freie Frankreich verlegte Anfang 1943 seine Hauptstadt von Brazzaville im Kongo nach Algier. Am 3. Juni 1943 wurde das Comité français de libération nationale gegründet, das Manifest lehnte es ab. Nach der Befreiung von Paris endete diese Funktion Algiers.

### Algerienkrieg

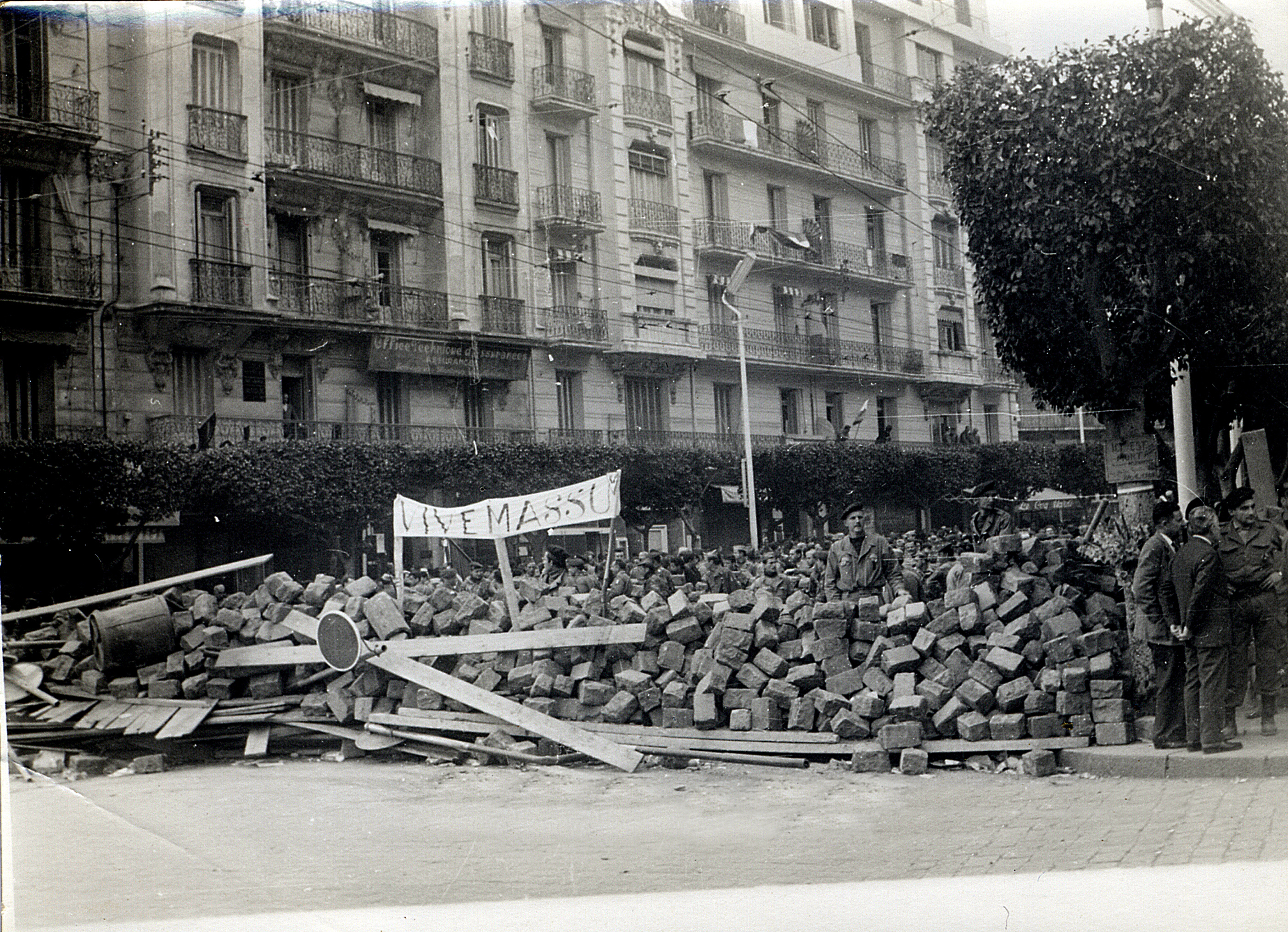
Algier in der „Woche der Barrikaden“ (24. bis 31. Januar 1960): Von Europäern errichtete Barrikade mit Transparent zugunsten des Generals Jacques Massu

Am 10. August 1956 töteten Europäer 60 Algerier in der Kasbah mittels Bombenzündung. Die algerisch-nationalistische Rebellenorganisation FLN tötete am 30. September 1956 drei Europäer in zwei Cafés und verletzte 50. Von Januar bis Oktober 1957 kam es während des Algerienkrieges zur Schlacht von Algier, in der sich die französische Armee und die FLN gegenüberstanden. Am 7. Januar besetzten 8000 französische Fallschirmspringer (Paras) die Kasbah. Am 26. Januar 1957 explodierten fast gleichzeitig Bomben in der Bar L’Otomatic, im Café du Coq hardi und der Cafeteria im Stadtzentrum. Es gab 4 Tote und 37 Verletzte. Lokal verantwortlich war Yacef Saâdi. Am 28. Januar wurde ein FLN-Generalstreik ausgerufen. Europäer begingen zwei Lynchmorde an Muslimen. Französische Kriegsverbrechen folgten, darunter Massenverhaftungen mit Verschwindenlassen in 3024 Fällen in neun Monaten, systematische Folter und Deportationen seitens der „Paras“ unter Jacques Massu, der Fremdenlegionäre und von Lynchtrupps der Pied-noir.
Obwohl die Schlacht von Algier im Januar bis September 1957 für die FLN einer militärischen Niederlage gleichkam, errang sie gleichzeitig einen politischen Sieg. Der systematische Foltereinsatz hatte Frankreich international diskreditiert und war auch von großen Teilen der französischen Öffentlichkeit als skandalös empfunden worden. Als Charles de Gaulle am 16. September 1959 seine Unterstützung einer selbstbestimmten Algérie algérienne bekundete, erklärten das Mouvement populaire du 13 mai, das Mouvement pour l’instauration d’un ordre corporatiste, der Front national français des Kaffeehausbesitzers Jo Ortiz und der Front national combattant von Jean-Marie Le Pen der Fünften Republik den Krieg, um eine rechtsextreme „neue Ordnung zu errichten.“ Algiers Juden hatten versucht neutral zu bleiben, fanden sich aber bald meist auf der Seite jener, die unter Vichy 1940 ihr Bürgerrecht aufgehoben hatten. Indes wälzten sich vom 13. bis 30. Mai 1958 Demonstrationen unter dem Ruf „Al-gé-rie fran-çaise!“ und „Die OAS wird siegen!“ durch die Stadt.
Am 5. Juli 1962 erklärte die am 19. September 1958 gebildete Provisorische Regierung der algerischen Republik (GPRA) Algerien für unabhängig. Im März 1962 war es zwischen der französischen Armee und der französischen Terrorgruppe Organisation de l’Armée Secrète (OAS) zur „Schlacht von Bab El Oued“ mit 35 Toten gekommen. Französische Soldaten erschossen am 26. März 1962 im Rue-d’Isly-Massaker 46 Europäer, 20 Verletzte starben später. Die OAS brannte die Hauptbibliothek nieder, 60.000 Bücher gingen in Flammen auf. Am 19. März 1962 ruhten die Waffen. 1,4 Millionen Pied-noirs, die 13 % der Gesamtbevölkerung ausmachten, verließen das Land. Wer es sich leisten konnte, exhumierte seine toten Angehörigen und nahm sie mit. Rund 25.000 Gräber von Europäern sowie 4800 Gräber von Juden im Cimetière Saint-Eugène (heute Friedhof Bologhine) blieben zurück. Sie blieben unberührt, aber zerfielen nach und nach.

### Unabhängigkeit
Den revolutionären Elan des Unabhängigkeitskampfes wollte Ahmed Ben Bella weitertragen und exportieren, doch wurde er 1965 abgesetzt. Dennoch wurde Algier in den 1970er Jahren zum Anlaufpunkt und Sitz zahlreicher antikolonialistischer Bewegungen mit linker und teilweise auch revolutionärer Ausrichtung, darunter europäische Separatisten oder der südafrikanische ANC. 1971 war Salvador Allende und 1973 Fidel Castro bei Staatschef Houari Boumédiène zu Besuch. Algier empfing vom 5. bis 9. September 1973 die 75 Vollmitgliedsstaaten und rund 30 weitere Organisationen, darunter die PLO, zur Vierten Gipfelkonferenz der Blockfreien Staaten. Miguel Arraes und weitere Brasilianer flohen nach Algier, um sich dem Zugriff der Militärdiktatur zu entziehen. Die Zeitung Alger Républicain wurde mit El Moudjahid fusioniert. Radio Alger diente als FLN-Sprachrohr und strahlte auch ein palästinensisches Programm aus.
Einige Franzosen blieben aus politischer Überzeugung im Land, so die Architektin Georgette Cottin, die 1972 ein bauliches Ensemble in Bouzaréah verwirklichen konnte. Die Regierung favorisierte Architektur im modernistischen Stil, wie sie im Immeuble Aéro-Habitat, mit Taine F/Taine E in Bab El Oued oder in den Bauten um den Palmenplatz von Diar es Saada umgesetzt wurde. Am 6. März 1975 wurde in Algier ein Verhandlungsabkommen über die Wasserteilung zwischen dem Irak und dem Iran für den Schatt al-Arab unterzeichnet. Die Einigung war Teil des Abkommens von Algier. Im April 1975 kam als erster französischer Staatspräsident Valéry Giscard d’Estaing zu Besuch, was keineswegs bedeutete, dass die gegenseitig zugefügten Wunden verheilt waren.

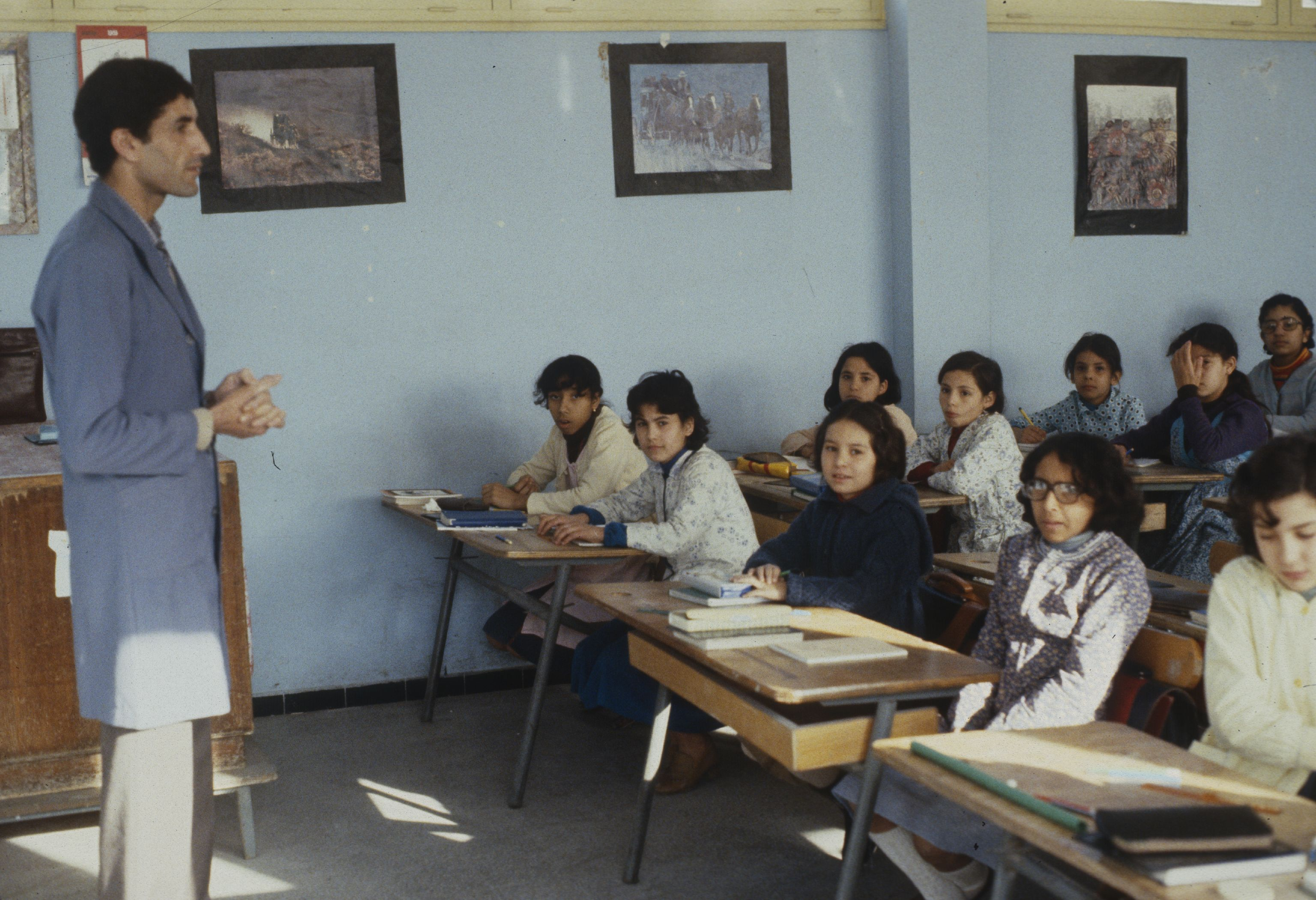
Schulunterricht um 1980, Aufnahme von Heinz Baumann

Die staatlich gelenkte „Entwicklungsschlacht“ unter dem Slogan Kauft algerische Produkte! konnte nicht alle Versprechen einlösen. Im Oktober 1988 brachen in Algier und weiteren Städten des Landes schwere Unruhen aus, die zur Aufgabe des Machtmonopols der FLN führten. Ursache waren unter anderem die hohe Arbeitslosigkeit und die Wohnungsnot. Eine Demokratisierung wurde eingeleitet und eine neue demokratische Verfassung, die die Trennung von Partei und Staat, parlamentarische Verantwortung, Pluralismus, politische Freiheiten und Garantien der Menschenrechte vorsah, geschaffen. Nach den Verstaatlichungen der Ära Boumédiènne wurden nun Privatisierungen durchgeführt.
Im März 1989 wurde in der Ben-Badis-Moschee in Algier die Islamische Heilsfront (Front islamique du salut/FIS) gegründet. Der wirtschaftliche Niedergang um 1990 führte zum Aufschwung der islamistischen Bewegung. Nach dem sich abzeichnenden Sieg der Islamischen Heilsfront bei den Parlamentswahlen 1991/1992 wurden die Wahlen abgebrochen. Im März 1992 erfolgte die Anordnung zur Auflösung der FIS, die daraufhin zum bewaffneten Kampf aufrief. Dem Bürgerkrieg zwischen militanten Islamisten und der algerischen Regierung fielen Zehntausende von Menschen in Algier und dem ganzen Land zum Opfer. Am 26. August 1992 forderte ein Attentat von Guerilleros, die im Flughafen Algier eine Bombe explodieren ließen, neun Todesopfer und 128 Verletzte. Vor allem Jugendliche waren enttäuscht darüber, dass durch die FIS die angestrebte gesellschaftliche Liberalisierung abgebrochen wurde.
Im März 2003 hielt Jacques Chirac eine Rede vor der Versammlung beider Parlamentskammern. Sein Aussöhnungsangebot wurde von Yacef Saâdi und Zohra Drif, zwei Anführern der „Schlacht von Algier“ im Jahr 1957, positiv aufgenommen. Die Menschenmenge reagierte enthusiastisch. Am 30. September 2005 stimmten die algerischen Wähler, darunter auch die meisten Einwohner Algiers, für eine innenpolitische Versöhnung. Bei einem Referendum über die „Charte pour la paix et la réconciliation nationale“ (dt. Carta für Frieden und nationale Versöhnung) gaben 97 % der Wähler dem Plan der Regierung Abdelaziz Bouteflika ihre Zustimmung. Dieser bedeutete eine Amnestie für viele islamistische Extremisten. Aber auch nach der Abstimmung hörten Anschläge nicht auf.
Am 11. April 2007 starben in Algier bei zwei Bombenanschlägen 33 Menschen. Eine Explosion ereignete sich nahe dem Amtssitz des algerischen Ministerpräsidenten Abdelaziz Belkhadem, eine weitere Bombe explodierte außerhalb einer Polizeistation im Vorort Bab Ezzouar. Die am 25. Januar 2007 aus der radikalen islamistischen Gruppierung Salafisten-Gruppe für Predigt und Kampf (GSPC) hervorgegangene Organisation „al-Qaida des Islamischen Maghreb“ übernahm die Verantwortung für die Anschläge. Bei Bombenanschlägen am 11. Dezember 2007 auf das Gebäude der Flüchtlingshilfsorganisation UNHCR im Stadtteil Hydra und in der Nähe des Obersten Gerichtshofs im benachbarten Stadtteil Ben Akoun wurden nach Angaben des algerischen Innenministers Yazid Zerhouni mindestens 26 Menschen getötet. Auch zu diesen Anschlägen bekannte sich die „al-Qaida des Islamischen Maghreb“.
In Algier gab es nur unzureichende öffentliche Verkehrsmittel und häufige Staus. Wie in anderen algerischen Großstädten ist der Wohnungsmangel ein Problem. 2011 kam es in Algier zu Protesten von Teilen der Bevölkerung. Die Unruhen in Algerien 2010–2012 richteten sich vor allem gegen die gestiegenen Grundnahrungsmittelpreise. Diese Proteste des Arabischen Frühlings mobilisierten in Algier nie mehr als 7000 Demonstranten, was der EHESS-Studiendirektor Hamit Bozarslan mit dem Trauma des Algerischen Bürgerkriegs in den 1990er Jahren erklärt. Im Frühjahr 2019 führten Proteste der Bewegung Hirak zum Rücktritt von Abdelaziz Bouteflika. Seit 2020 gilt ein Demonstrationsverbot, das nur kurz für Gaza gelockert wurde. Derweil stehen 170 Millionen Euro für Restaurierungen der Altstadt bereit. Das Geld fließt stetiger, seit der Krieg Russlands in der Ukraine Algerien als Lieferant fossiler Brennstoffe lanciert hat. Auf den von Hirak angestrebten politischen Wandel wartet die junge Generation bisweilen.

## Einwohnerentwicklung

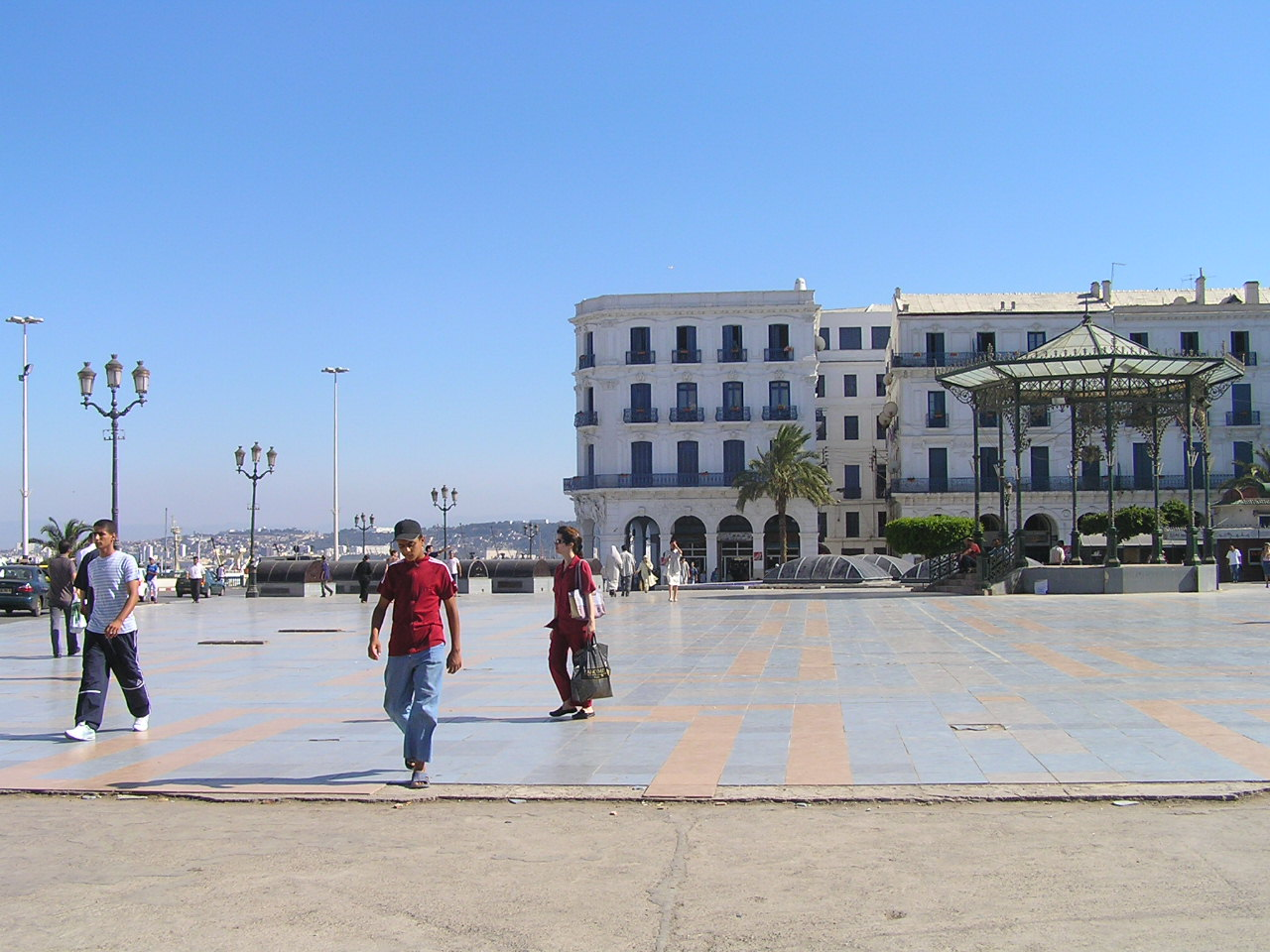
Der Märtyrerplatz

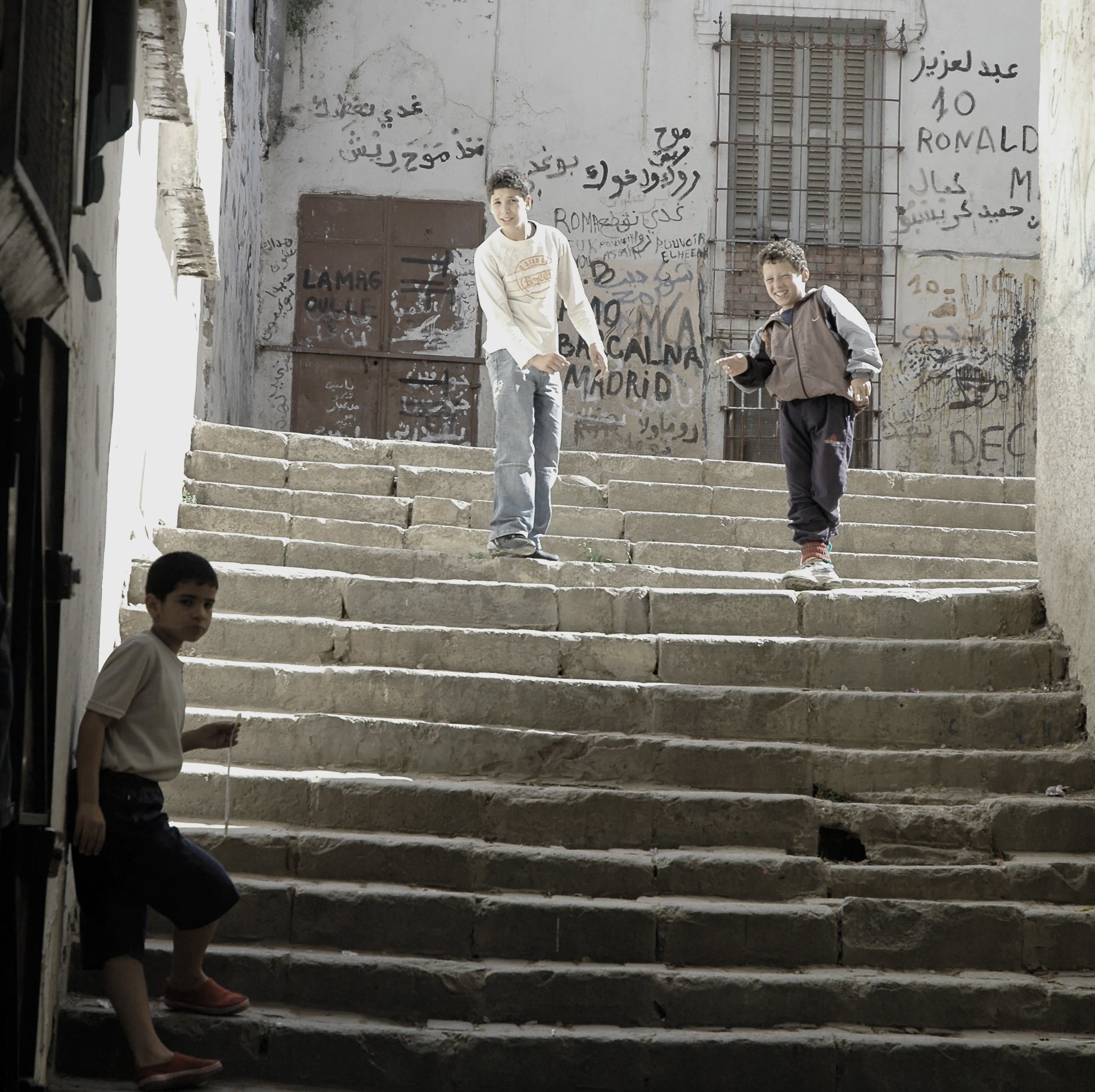
Kinder in der Kasbah

Die Bevölkerung der Stadt wuchs im 19. Jahrhundert von rund 30.000 im Jahre 1838 bis etwa 97.000 im Jahre 1899. Im 20. Jahrhundert beschleunigte sich das Wachstum. Lebten 1906 noch rund 138.000 Menschen in Algier, so waren es 2008 bereits 2,2 Millionen. Die Provinz Algier hat 3,5 Millionen Einwohner, die Metropolregion 6,3 Millionen (2008).
In der Hauptstadt leben vorwiegend Araber und verschiedene Berberstämme, die zum Teil arabisiert sind. Jedoch muss man festhalten, dass diese Volksgruppen in den letzten Jahrzehnten immer mehr miteinander verschmelzen, so dass es mittlerweile schwer ist, einen Algerier einem bestimmten Stamm zuzuordnen, denn immer mehr haben arabische wie auch berberische Wurzeln. Die Zahl der Europäer sank nach Erlangung der Unabhängigkeit bis auf wenige Tausend.
Die hohe Auswanderungsquote ist hauptsächlich auf fehlende Arbeitsmöglichkeiten und den wachsenden Bevölkerungsdruck zurückzuführen; zahlreiche Hauptstädter leben im Ausland, davon viele in Frankreich. Rund 34 Prozent der Bevölkerung waren 2003 unter 15 Jahre alt, die Lebenserwartung lag 2003 bei 71 Jahren.
Die folgende Übersicht zeigt die Entwicklung der Einwohnerzahlen der Kernstadt (ohne Vorortgürtel).
| Jahr | Einwohner |
| ---- | --------- |
| 1838 | 30.395    |
| 1876 | 52.700    |
| 1881 | 70.747    |
| 1886 | 74.800    |
| 1892 | 82.500    |
| 1896 | 92.100    |
| 1899 | 96.800    |
| 1901 | 96.500    |
| 1906 | 138.240   |
| 1911 | 172.400   |
| 1921 | 206.600   |

| Jahr | Einwohner |
| ---- | --------- |
| 1926 | 226.200   |
| 1931 | 257.100   |
| 1936 | 252.300   |
| 1948 | 315.200   |
| 1954 | 361.300   |
| 1960 | 884.000   |
| 1966 | 943.100   |
| 1977 | 1.353.826 |
| 1987 | 1.507.241 |
| 1998 | 1.519.570 |
| 2008 | 2.159.051 |

## Politik

### Stadtregierung

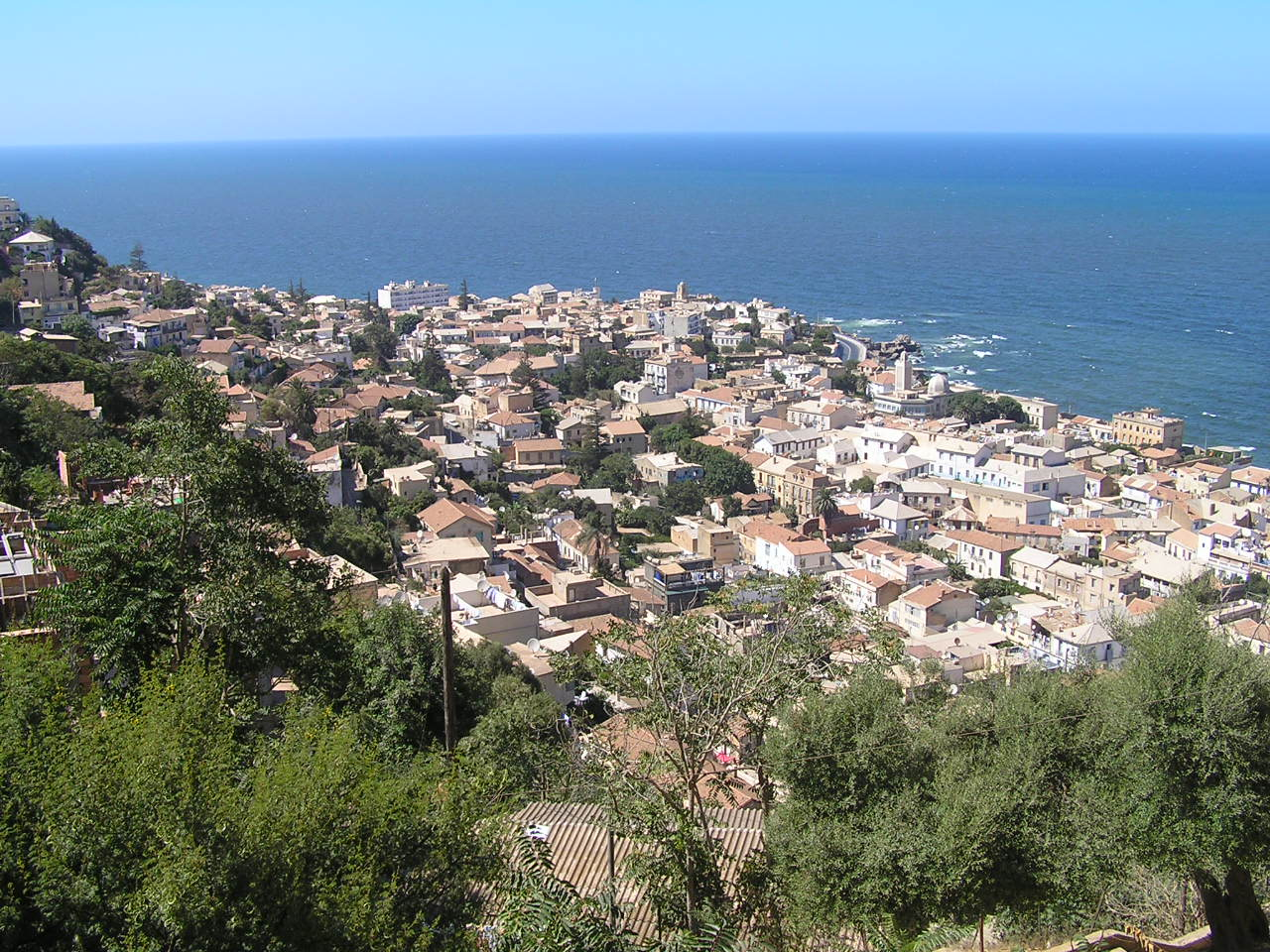
Blick auf den Stadtteil Bologhine

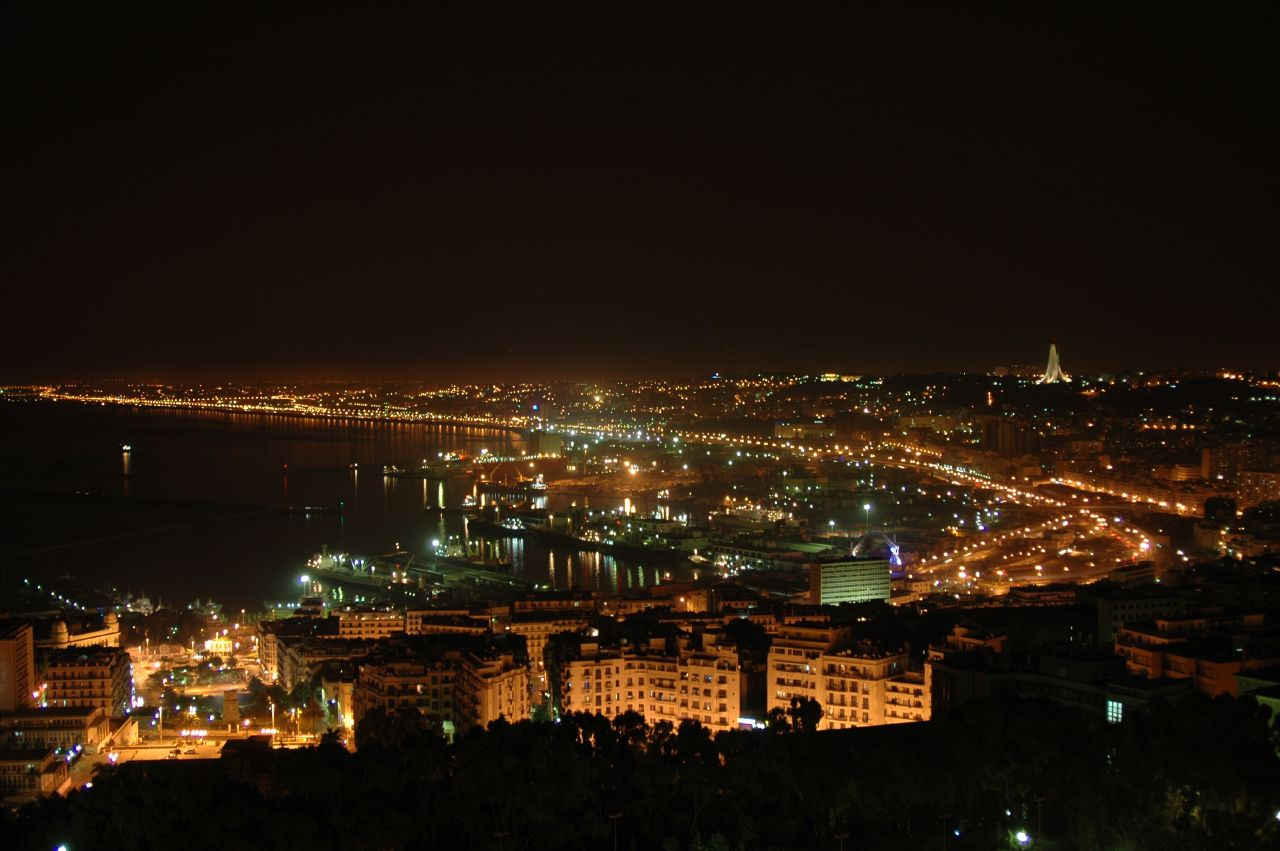
Algier in der Nacht

Die Provinz Algier gliedert sich in Kreise und Gemeinden. Sie wird von einem Gouverneur (Wālī) regiert, der vom Präsidenten des Landes ernannt wird und dem Innenministerium untersteht. Seit 1996 besitzt der Wali von Algier den Rang eines Ministers. Er wird von einem Exekutivrat unterstützt.
Jede der Gemeinden, darunter auch Algier, wird von einer für vier Jahre gewählten kommunalen Volksversammlung (Assemblée Populaire Communale, APC) regiert. Sie ist verantwortlich für die lokale Verwaltung sowie die Bereiche Wirtschaft, Finanzen und Kultur. Die Volksversammlung wählt einen kommunalen Exekutivrat und dessen Präsidenten. Alle Ratsmitglieder, einschließlich des Präsidenten, sind dem Innenministerium unterstellt.

### Städtepartnerschaften
Algier unterhält mit folgenden Städten Partnerschaften.
| - Amsterdam, Niederlande - Barcelona, Spanien - Casablanca, Marokko - Dakar, Senegal - Izmir, Türkei - Kairo, Ägypten - London, Vereinigtes Königreich - Marseille, Frankreich | - Montreal, Kanada - Moskau, Russland - New York City, Vereinigte Staaten - Paris, Frankreich - Peking, Volksrepublik China - Rom, Italien - Tripolis, Libyen - Tunis, Tunesien |

## Kultur und Sehenswürdigkeiten

### Sprache
Amtssprache ist Arabisch. Daneben spielt Französisch eine wichtige Rolle als Bildungs-, Handels- und Verkehrssprache. Staatliche Fernsehsender strahlen in Algier Nachrichten und Dokumentationen auch auf Französisch aus. Schriftsprache ist entweder Französisch oder Hocharabisch, wobei es eine Initiative der Regierung zum Gebrauch des Hocharabischen gibt. Der größte Teil der Bevölkerung in der algerischen Hauptstadt spricht Arabisch als Muttersprache.

### Religionen

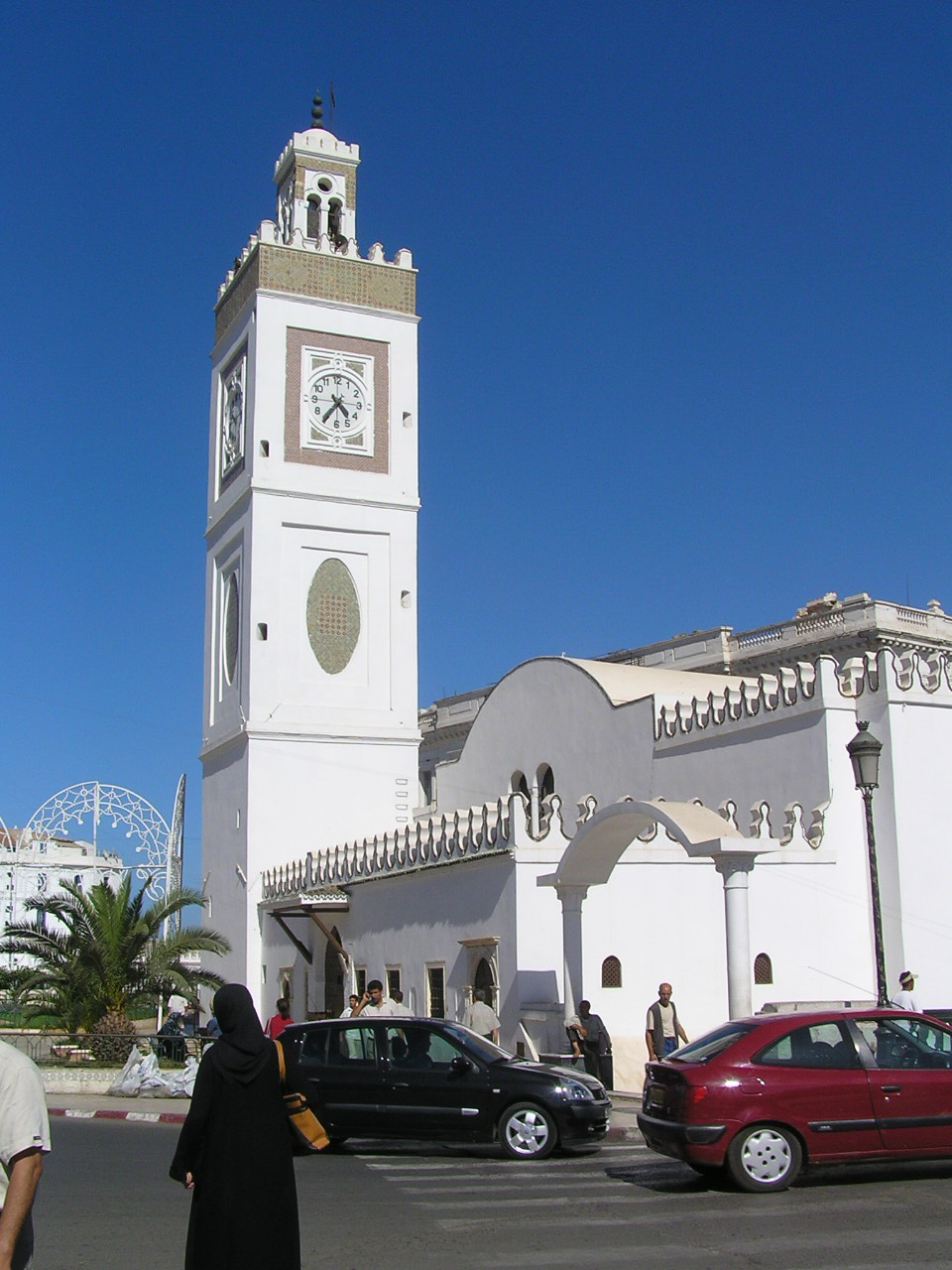
Moschee El Jdid

Die Staatsreligion in Algerien ist der sunnitische Islam. Nach offizieller Statistik sind zirka 99 % der Bevölkerung Anhänger dieser Religion.
Nur eine kleine Minderheit, meist in der Stadt lebende Ausländer, aber auch ein paar Algerier, sind geprägt vom Christentum oder Judentum. Diese winzige Minderheit lebt ihren Glauben jedoch sehr diskret.
Die Römisch-katholische Kirche der Region wird vom Erzbischof von Algier geleitet. Die Diözese wurde am 10. August 1838 als Bistum begründet und bereits am 25. Juli 1866 zum Erzbistum erhoben. Suffraganbistümer sind das Bistum Constantine und das Bistum Oran.
Das 54.927 Quadratkilometer große Erzbistum zählte 1970 rund 50.000 Gläubige und 1980 noch 35.000. Heute sind es lediglich noch 1.500 Katholiken, bei einer Bevölkerung von neun Millionen Menschen in dieser Region. Der Weggang der französischen Besatzung führte in der Erzdiözese zu einer tiefgreifenden Umstrukturierung, so wie in den anderen Diözesen Algeriens auch.
In Folge des 1992 ausgebrochenen Bürgerkriegs zwischen Regierung und der islamistischen Heilsfront (FIS), die vor Massenmorden unter der eigenen Bevölkerung nicht zurückschreckte, wandten sich viele Menschen dem Christentum zu. Ein seit dem 28. März 2006 in Kraft getretenes Gesetz stellt die Missionierung unter hohe Strafen.

### Museen

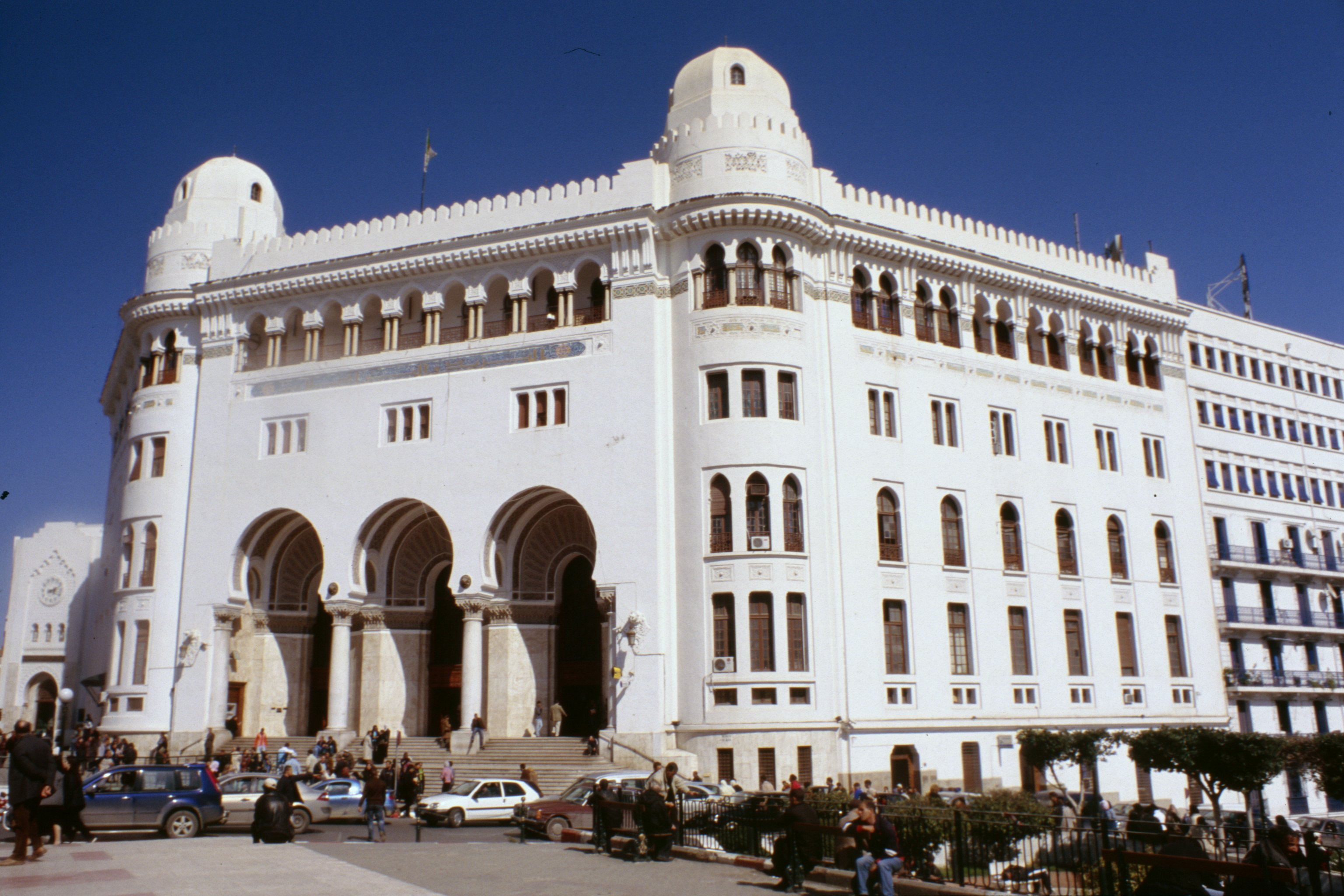
Hauptpost (La Grande Poste)

Im modernen Teil der Stadt gibt es eine Oper und viele Museen. Das Musée Le Bardo beherbergt ethnographische Sammlungen mit Fossilien, Werkzeugen und Waffen aus der Alt- und Jungsteinzeit sowie Kostüme und Schmuck aus dem ganzen Land. Das Nationalmuseum der Schönen Künste zeigt eine Ausstellung moderner französischer und algerischer Malerei, darunter Arbeiten von Bachir Yellès, M'hamed Issiakhem und des Miniaturisten Mohammed Racim.
Das Museum für klassische Altertümer und islamische Kunst beherbergt eine Sammlung römischer Glaskunst und Mosaiken, Stickereien aus türkischer Kolonialzeit sowie maurische Keramiken und Holzskulpturen aus dem 11. bis 15. Jahrhundert.

### Bauwerke
Algier

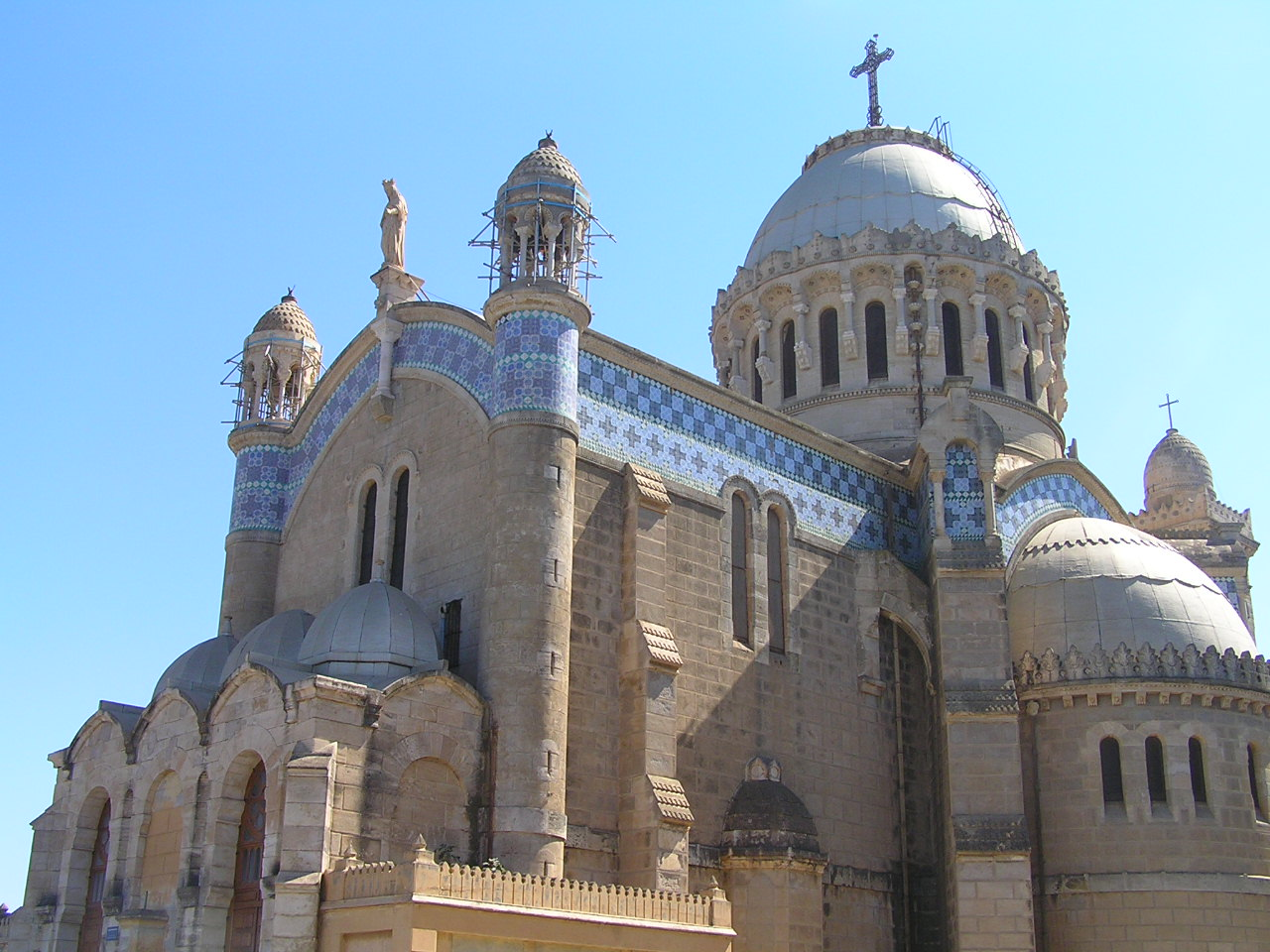
Basilique Notre-Dame d’Afrique

Sehenswert ist die überwiegend in osmanischer Zeit entstandene und zum UNESCO-Weltkulturerbe zählende Altstadt (Kasbah) mit ihren gewundenen Gassen. Dort befinden sich zahlreiche Moscheen, viele Paläste aus maurischer Zeit und die Zitadelle aus dem 16. Jahrhundert.
Das Mausoleum des Sufi-Heiligen Sidi Abdarahman (1384–1469) befindet sich auf dem städtischen Friedhof und ist ein beliebtes Pilgerziel besonders von Frauen, die hier ihre Wünsche äußern.
Vom Hafen führen Freitreppen und Straßen hinauf auf den Boulevard Che Guevara (früher Boulevard de la République), eine mit ornamentalem Geländer versehene, 2000 Meter lange Terrasse. Sie wurde zwischen 1860 und 1866 nach Plänen von Samuel Morton Peto erbaut. Die Terrasse ruht auf einer doppelten Reihe von etwa 350 Bögen.
An diesem Boulevard liegen unter anderem die palastartigen Gebäude der Bank, der Post und des Justizpalastes, am Ende desselben der Place de la Kasbah (früher Place de Gouvernement), und an demselben der erzbischöfliche Palast, ein älterer maurischer Prachtbau, und die 1660 fertiggestellte Moschee Djamâa el Djedid.
Seit 1845 stand auf dem früheren Place de Gouvernement eine von Charles Marochetti entworfene Reiterstatue des Herzogs Ferdinand Philippe d’Orléans. Nach der Unabhängigkeit wurde die Statue 1963 nach Frankreich transportiert und 1981 in der Gemeinde Neuilly-sur-Seine bei Paris aufgestellt.
Westlich des Boulevard Che Guevara befinden sich das Nationaltheater, und in unmittelbarer Nähe liegt der frühere Winterpalast des Gouverneurs und die katholische Kathedrale. Die Basilika Unserer Lieben Frau von Afrika, erreichbar über eine Luftseilbahn, steht im Stadtteil Z’ghara und wurde 1872 fertiggestellt.
Das Monument des Martyrs (Maquam E’chahid) entstand im Jahre 1984. Das 90 Meter hohe Bauwerk setzt sich aus drei Palmen zusammen, die auf einer ausgedehnten Esplanade ruhen, wo sich die „ewige Flamme“ befindet. Es ist dem Gedenken an die Opfer der Kämpfe um die nationale Befreiung gewidmet.
Die große Moschee von Algier, im November 2020 eingeweiht, gilt als die drittgrößte Moschee der Welt.
Tipasa

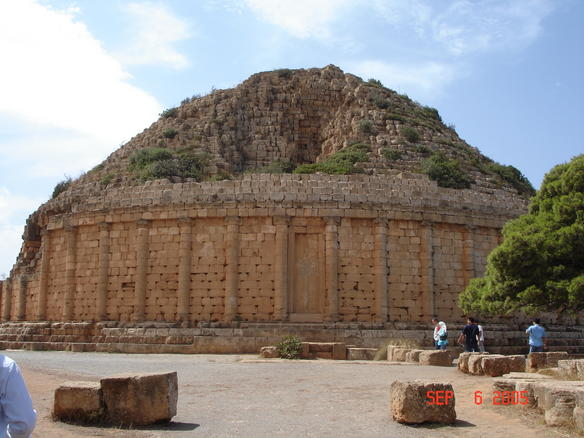
Römisches Grabmal von Tipasa

Rund 50 Kilometer westlich von Algier liegt die 1982 von der UNESCO zum Weltkulturerbe erklärte Ruinenstadt Tipasa. Der Ort wurde von den Phöniziern gegründet und von den Römern unter Kaiser Claudius zur römischen Militärkolonie ausgebaut, später wurde er zum Municipium.
Zu sehen sind die Ruinen dreier Kirchen: Die Große Basilika und die Basilika Alexander auf dem westlichen Hügel und die Basilika von St. Salsa auf dem östlichen Hügel. Auch zwei Friedhöfe, die Bäder, das Theater, ein Amphitheater und das Nymphäum sind erhalten.
Der Verlauf der Stadtmauern ist deutlich zu erkennen und am Fuße des östlichen Hügels befinden sich Reste des antiken Hafens. Die Basiliken sind von Friedhöfen umgeben, die voll von zahlreichen steinernen und mit Mosaiken verzierten Särgen sind.

### Freizeit und Erholung
Etwa 20 Kilometer im Westen von Algier befinden sich Badeorte wie Sidi Fredj (ex-Sidi Ferruch), Palm Beach, Douaouda, Zéralda und Club des Pins (Staatswohnsitz). Sie sind mit Touristenkomplexen, algerischen und ausländischen Restaurants, Souvenirläden und überwachten Stränden ausgestattet. Geplant ist die Eröffnung von großen Hotelkomplexen wie „Hilton“, „El-Aurassi“ und „El Djazair“.
In Algier gibt es auch den ersten Wasserpark des Landes. Er liegt östlich der Stadt und hat eine Fläche von zwei Hektar. Dort befinden sich unter anderem Schwimmbecken für Erwachsene und Kinder sowie eine Go-Kart-Bahn. Eine Erweiterung um ein 1,5 Hektar großes Spaßbad ist vorgesehen.
Im Osten der Stadt befindet sich auch der Botanische Garten (El-Hamma) mit Zoo und Vergnügungspark. Er wurde 1832 nach Plänen von A. Hardy angelegt. Auf dem 80 Hektar großen Gelände sind zahlreiche exotische Pflanzen und Gartenanlagen zu sehen.

### Sport
Mehrere Fußballklubs aus Algier spielen in der ersten Division des Landes.
Der 1962 gegründete Verein CR Belouizdad gehört mit sechs Meisterschaften zu den erfolgreichsten Fußballvereinen Algeriens. Zudem konnte bei sieben Finalteilnahmen fünf Mal der algerische Pokal gewonnen werden. 2000 wurde der Ligapokal gewonnen und 1970 und 1971 holte man das Championnat du Maghreb. Das Stade du 20 août 1955, Austragungsort der Heimspiele, bietet 20.000 Zuschauern Platz.
Der 1937 gegründete Verein USM Algier hat in seiner Geschichte fünf nationale Meistertitel gewonnen und bei 15 Finalteilnahmen sieben Mal den algerischen Pokal geholt. 1997 und 2003 stand der Verein zudem jeweils im Halbfinale der CAF Champions League. Der Spielort von USM Algier, das Omar Hammadi Stadion, bietet 17.000 Zuschauern Platz.
Der 1947 gegründete Verein NA Hussein Dey gewann 1967 die algerische Meisterschaft. Zudem gelang bei vier Finalteilnahmen ein Pokalsieg. 1978 stand man im Finale des afrikanischen Pokals der Pokalsieger. Gespielt wird im Stadion Zioui vor bis zu 15.000 Zuschauern in gelb und rot.
Weitere Fußballklubs der Hauptstadt sind MC Algier, Paradou AC, USM El Harrach, RC Kouba, JHD Algier und OM Ruisseau.
Die in Algier geborene Nouria Mérah-Benida ist eine von bislang vier algerischen Sportlern, die bei Olympischen Spielen eine Goldmedaille erringen konnten. Bei den XXVII. Olympischen Sommerspielen 2000 in Sydney, Australien, gewann sie den 1500-Meter-Lauf vor den beiden Rumäninnen Violeta Szekely (Silber) und Gabriela Szabo (Bronze).
Vom 11. bis 23. Juli 2007 war Algier Austragungsort der 9. Afrikaspiele, der Sportspiele für die Nationen des afrikanischen Kontinents.
An den Wettkämpfen im 66.000 Zuschauer fassenden Stade 5 Juillet 1962 nahmen Athleten aus 53 Ländern teil. Es wurden Medaillen in 338 Disziplinen und 22 Sportarten vergeben. Auch die 3. Panafrikanischen Spiele vom 13. bis 28. Juli 1978 fanden in Algier statt.

### Gastronomie

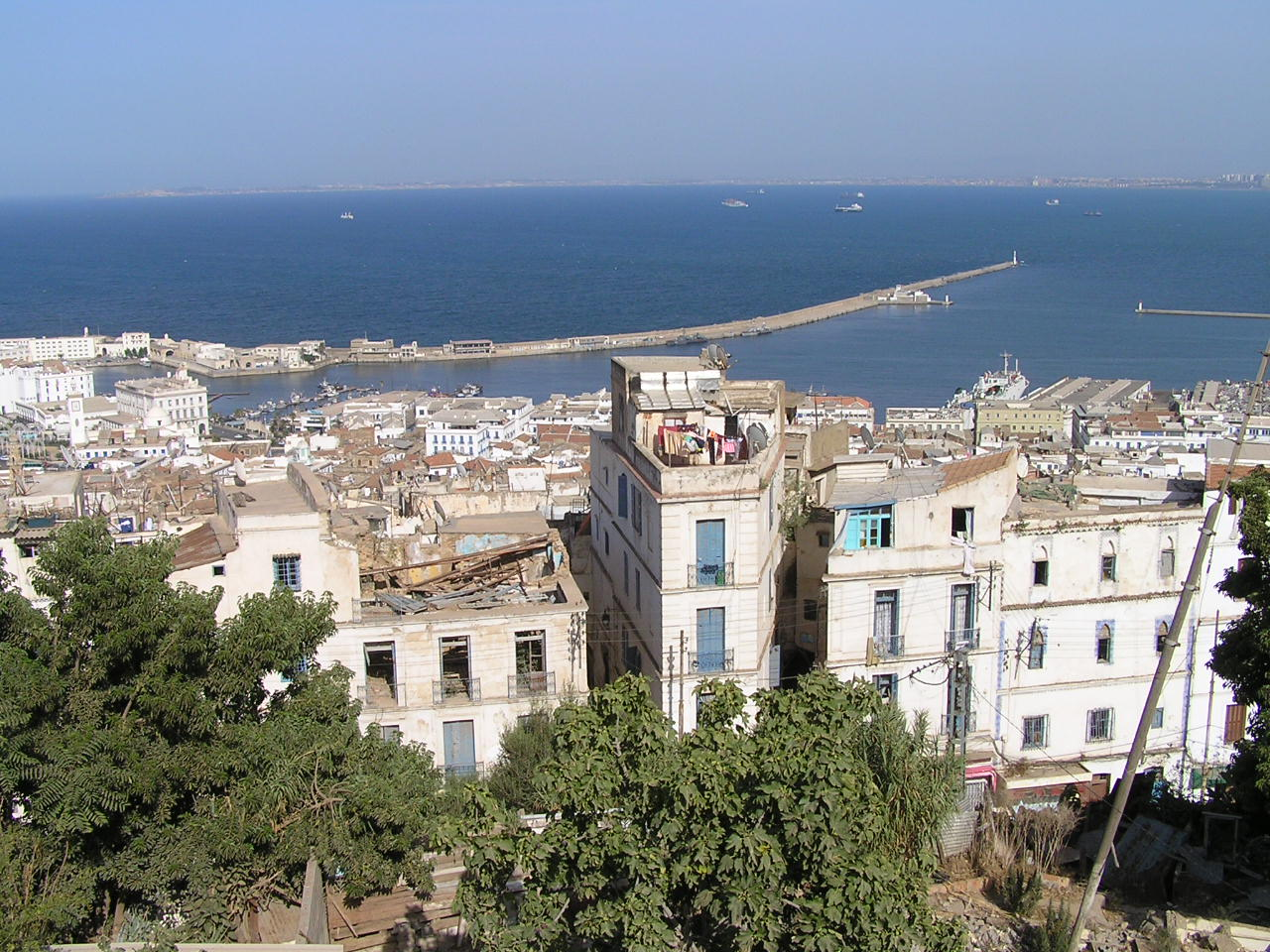
Bab el Djedid

Die Restaurants der algerischen Hauptstadt bieten dem Gast zahlreiche einheimische und internationale Spezialitäten. Für die traditionelle Küche Algiers typische Lebensmittel sind Fisch, Meeresfrüchte, Schaf- und Lammfleisch, verschiedenes Gemüse, Datteln, Mandeln, Oliven, Trauben und Obst. Die Gerichte werden hauptsächlich mit Kreuzkümmel, Muskat, Zimt und Safran gewürzt. Zur Anwendung kommen aber auch frische Pfefferminze, Petersilie oder Koriander.
Ein Hauptgericht besteht meist aus gebratenem Fleisch (überwiegend Lamm oder Rind) oder auch Fisch mit Couscous (gedämpftem Hartweizengrieß) und einer Gemüsesoße. Verfeinert wird vorwiegend mit Harissa, einer scharfen Soße. Typische Speisen sind auch Shakshuka, ein Eintopf aus Paprika, Tomaten und Zwiebeln mit Eiern sowie Tajine, ein Eintopf mit Lammfleisch. An den Imbissständen Algiers kann man unter anderem Merguez (scharfgewürzte Lammfleischwürstchen) und gefüllte Baguettes kaufen.

### Handel

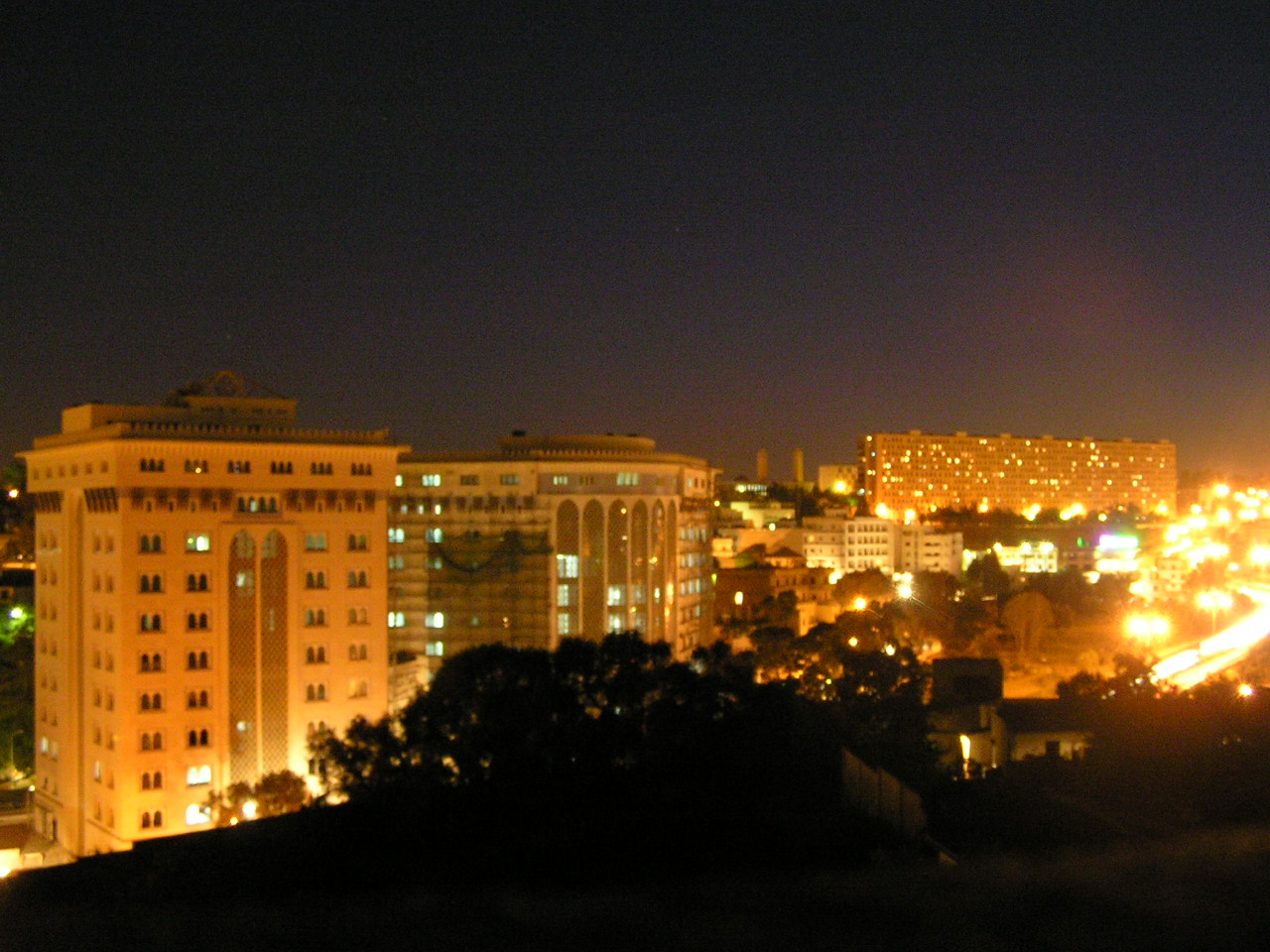
Algier bei Nacht

Auf den zahlreichen Märkten und in den Geschäften Algiers gibt es ein vielfältiges Angebot an Lederwaren, Berberteppichen, Kupfer- und Messingartikeln, einheimischer Bekleidung und Schmuck. Aus der Sahara werden lackierte Korbwaren sowie Ton- und Steingutwaren verkauft. Auf den Märkten und in den kleineren Geschäften ist das Handeln üblich. Die Rue Didouche Mourad ist eine der wichtigsten Einkaufsstraßen.
In der algerischen Hauptstadt gibt es zwei staatliche Kunstgewerbezentren mit Festpreisen, wovon sich eines am Flughafen befindet. Die Geschäfte öffnen in der Regel von Sonnabend bis Donnerstag zwischen 8:00 und 12:00 Uhr sowie zwischen 14:00 und 19:00 Uhr. Die Banken öffnen von Sonntag bis Donnerstag zwischen 8:00 und 17:00 Uhr.

## Wirtschaft und Infrastruktur

### Wirtschaft

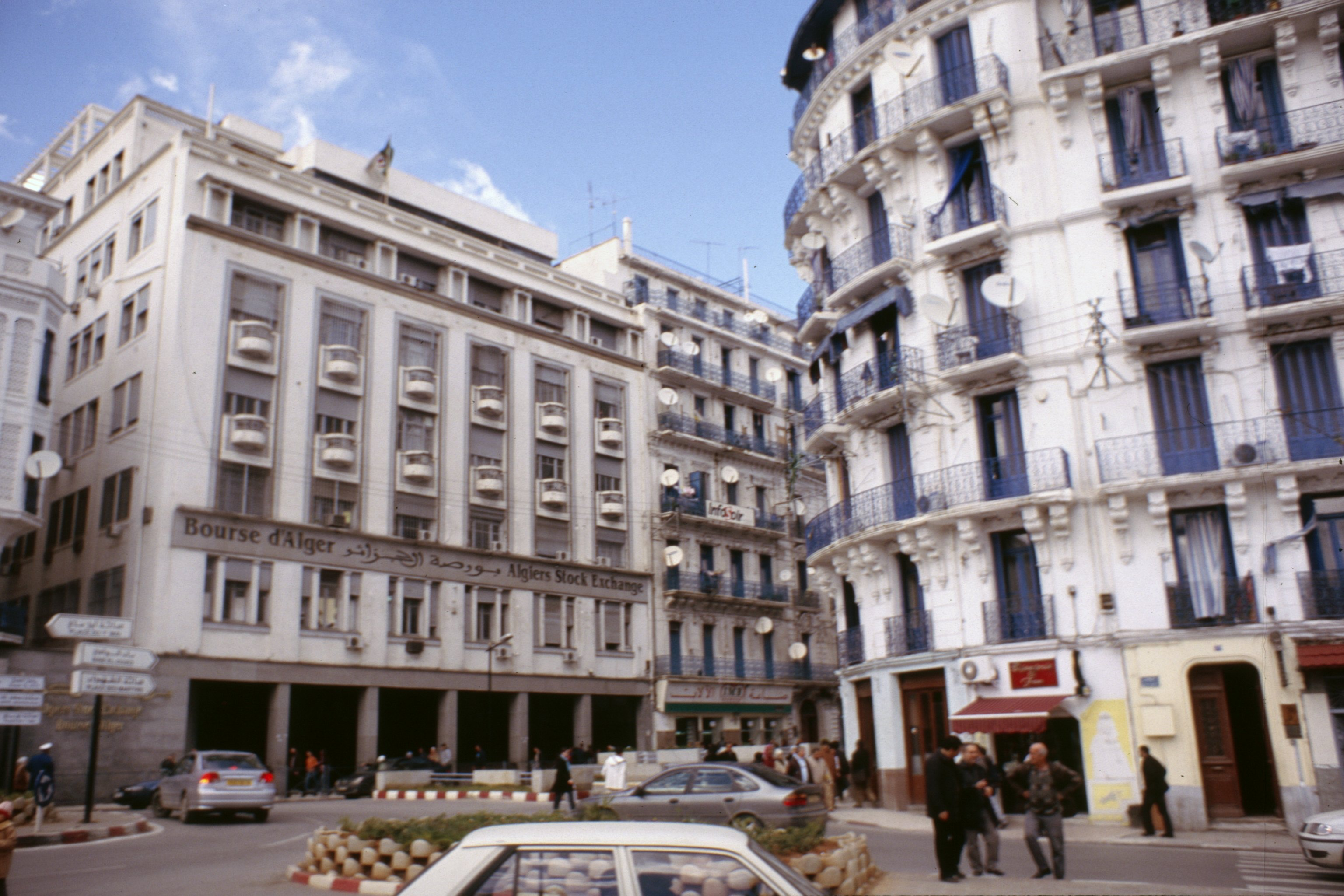
Börse von Algier

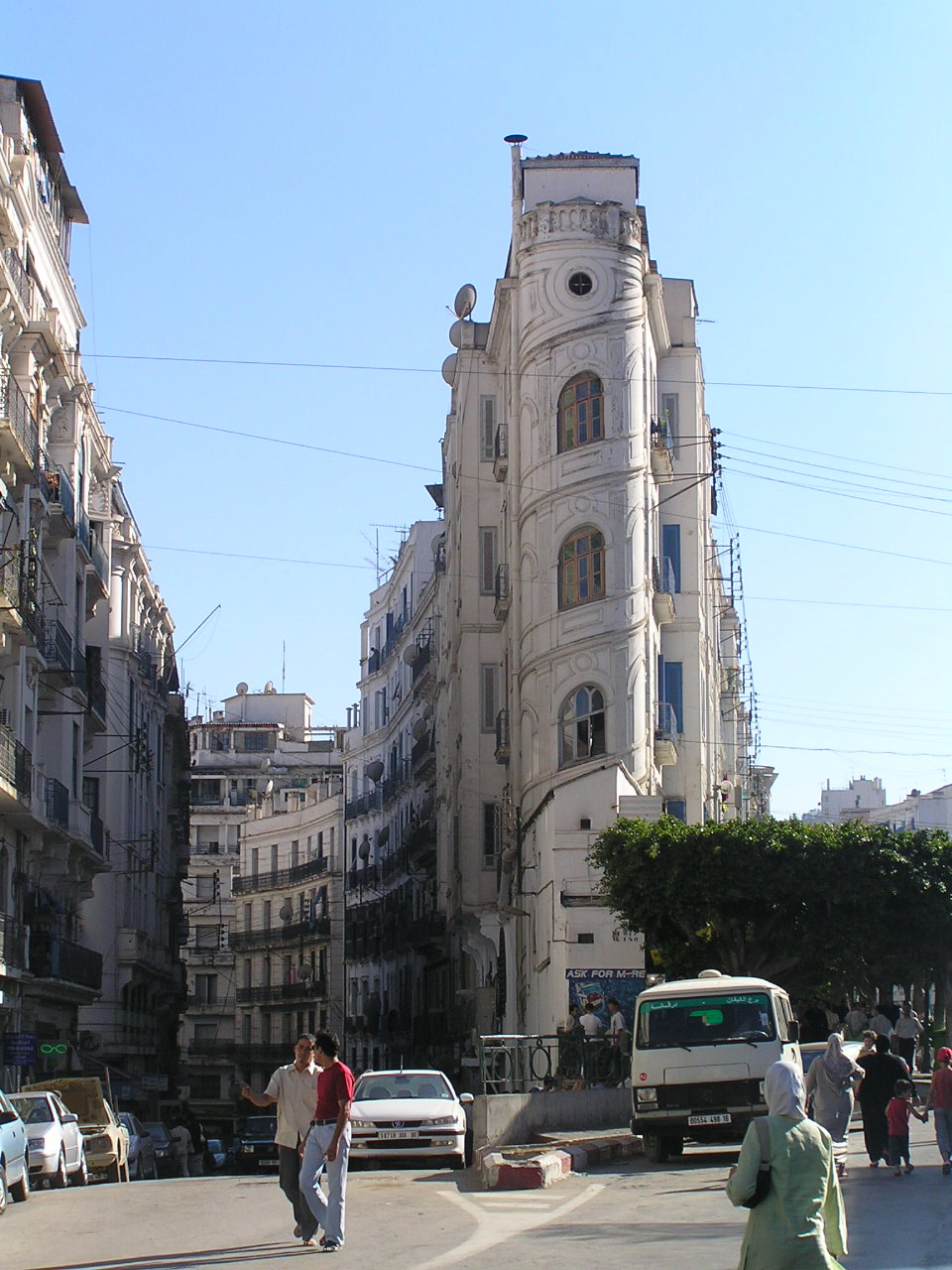
Gebäude aus der Kolonialzeit

Algier ist die wichtigste Industriestadt Algeriens. Bedeutende Produktionszweige sind die Leder- und Textilindustrie, die Verarbeitung von Erdöl und die Herstellung von Kraftfahrzeugen und Metallwaren. Die Hauptstadt ist Sitz der größten Börse des Landes, der Bourse d’Alger.
In der Umgebung der Stadt findet eine intensive landwirtschaftliche Nutzung statt. Das Acker- und Dauerkulturland befindet sich überwiegend in Privatbesitz. Die wichtigsten Agrarprodukte sind Getreide, Zuckerrüben, Kartoffeln, Hülsenfrüchte, Tomaten, Oliven, Datteln, Feigen, Tabak, Wein und Zitrusfrüchte. In Treibhäusern aus Kunststofffolie wird Frühgemüse für den Export kultiviert.
Nach Erlangung der Unabhängigkeit begann die Verstaatlichung einiger Wirtschaftsbereiche. Seit Anfang der 1980er Jahre bemüht man sich jedoch um eine ökonomische Liberalisierung und um die Förderung des Privatsektors.
Probleme bereiten die unzureichende Infrastruktur und die, bedingt durch die Landflucht, außerordentlich große Wohnungsnot. Die Strom- und Wasserversorgung befindet sich in einem desolaten Zustand. In der Stadt bestehen nur ungenügende Entsorgungs- und Reinigungskapazitäten für Abwässer, Abgase und Abfälle.
Es gibt nur wenige Kläranlagen, die oft außer Betrieb sind. Das Abwasser aus der Industrie und den Privathaushalten läuft so ungefiltert ins Mittelmeer. Die Wasserführung der Flüsse in der algerischen Hauptstadt besteht aus hygienisch bedenklichem Abwasser, das zum Teil für die Bewässerung in der Landwirtschaft verwendet wird.
Zu den Infektionserkrankungen, die durch unzureichende hygienische Bedingungen verbreitet werden, kommen so Atemwegs- und Hauterkrankungen aufgrund der giftigen Emissionen der vielen Industriebetriebe und des Kraftfahrzeugverkehrs. Besondere Probleme ergeben sich aus der oft direkten Nachbarschaft ärmerer Wohngebiete und der Industrie. Die Luftverschmutzung und die Zersiedlung historisch bedeutender Areale zerstören viele Kulturdenkmäler Algiers.

### Verkehr

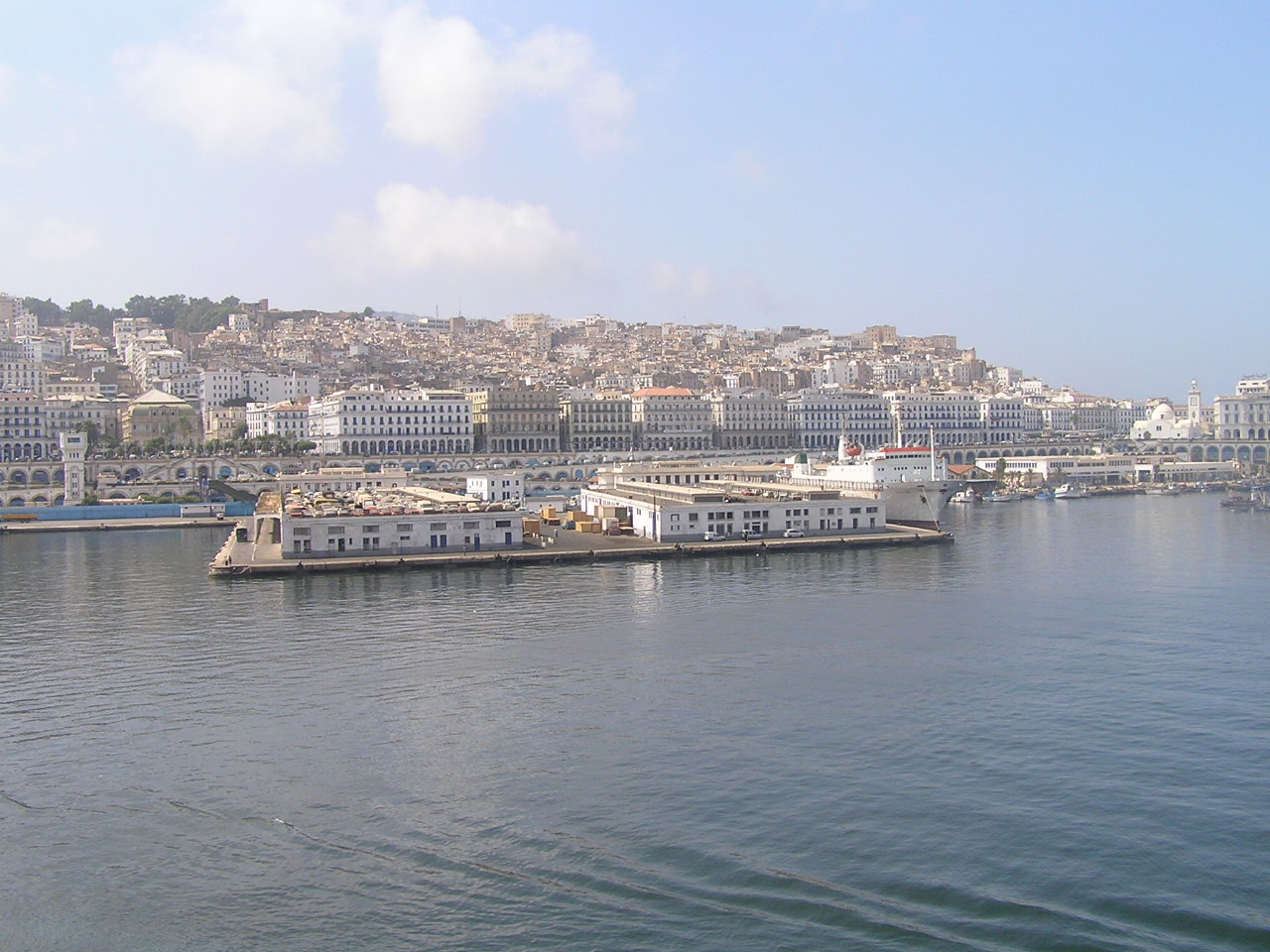
Hafen von Algier

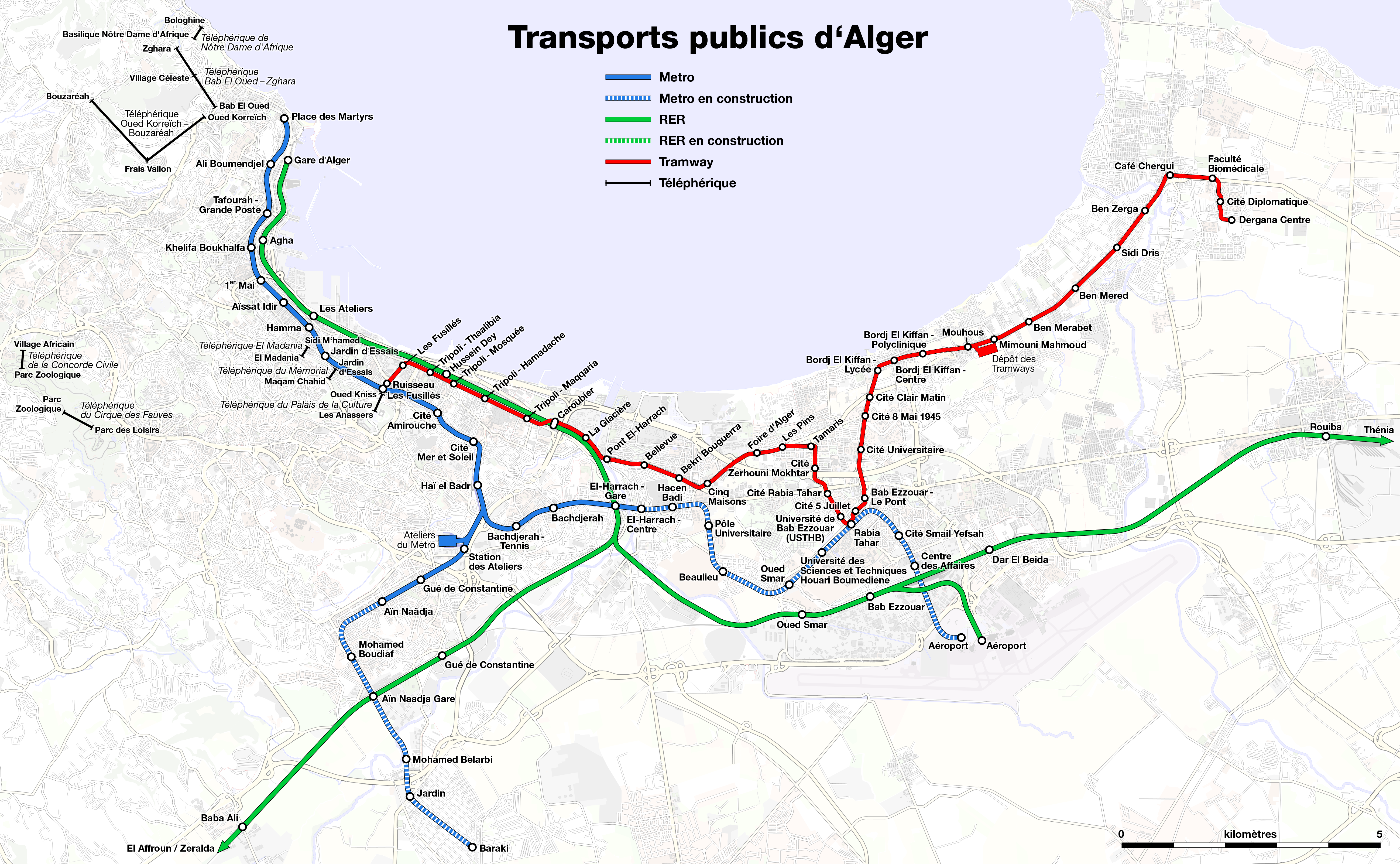
Streckenplan von Metro, S-Bahn und Straßenbahn

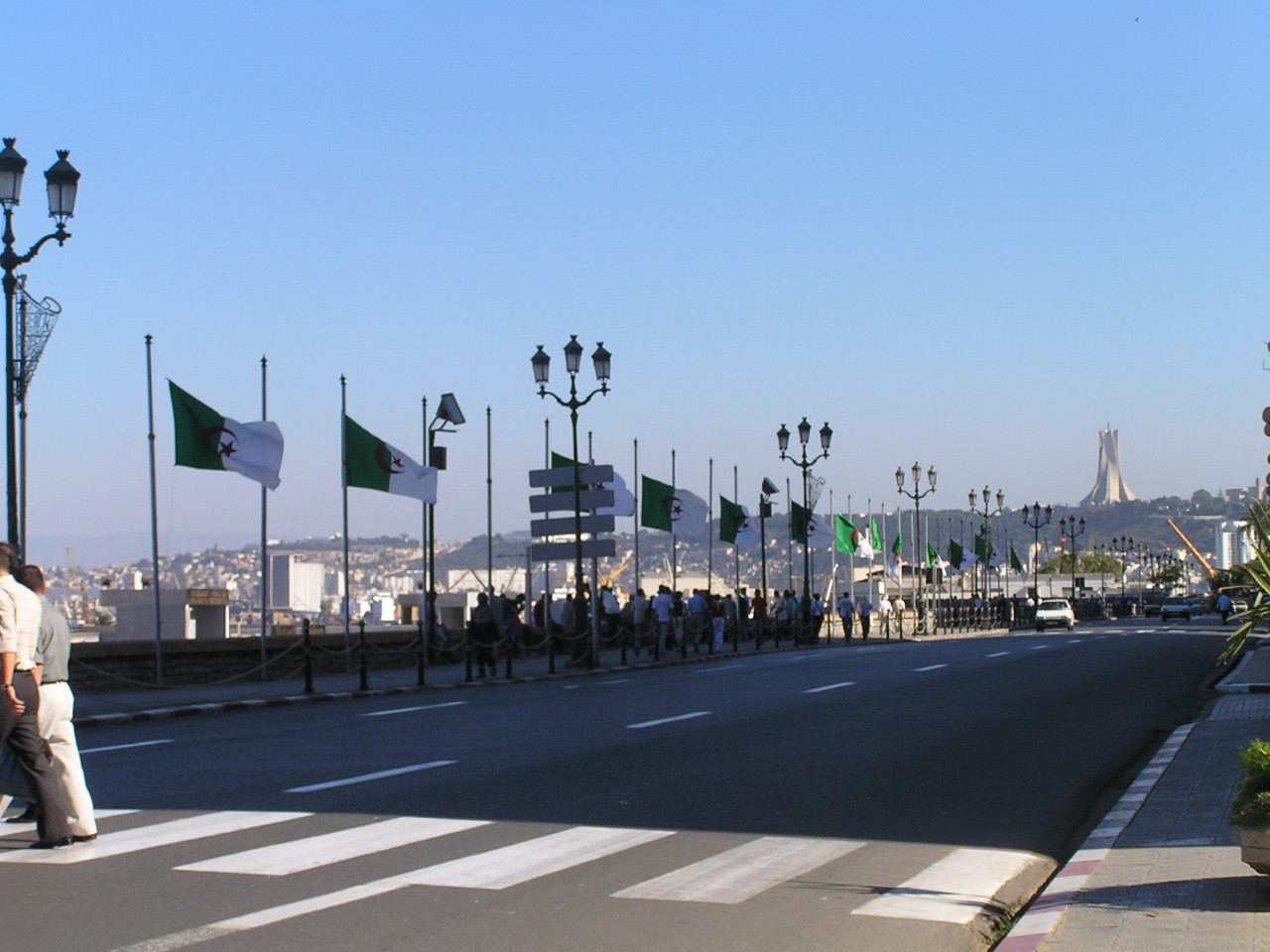
Küstenstraße

Die Stadt ist bedeutendster Verkehrsknotenpunkt des Landes mit Straßen, Eisenbahnen und dem Flughafen Algier. Wegen der strategisch günstigen Lage und des modernen Hafens ist sie ein Zentrum der Aus- und Einfuhr von Gütern sowie Anlaufpunkt zum Auftanken von Schiffen.
Es gibt eine internationale Eisenbahnstrecke nach Tunesien. Algier ist an die Ost-West-Autobahn angeschlossen. Straßen verbinden Algier mit Tunesien, Libyen, dem Niger, Mali und Mauretanien. Der Grenzübergang nach Marokko ist geschlossen. Mit der Fähre kann man von der algerischen Hauptstadt nach Spanien, Frankreich und Italien fahren.
In Algier wurde im Jahr 2009 ein S-Bahn-System mit einer Geschwindigkeit von 160 Kilometer pro Stunde eröffnet. Dafür wurden 64 vierteilige elektrische Triebzüge der Bauart FLIRT bei Stadler in der Schweiz bestellt.
Die Eröffnung der Metro Algier erfolgte am 31. Oktober 2011. Der erste Abschnitt der U-Bahn ist neun Kilometer lang und hat zehn Stationen. Die Linie verläuft dabei vom Süden her in Richtung Norden, danach folgt die Metro der Küstenlinie in Richtung Westen. Die Linie verbindet Aïn Allah mit De Constantine Gué über El-Biar im Stadtzentrum Algiers mit Aïn Naadja. Ein weiterer Ausbau auf insgesamt drei Linien ist geplant.
Ein die U-Bahn ergänzendes Netz der Straßenbahn Algier wurde am 8. Mai 2011 auf einem 8 Kilometer langen Streckenabschnitt teilweise in Betrieb genommen. Im Bau ist eine östliche, 30 Kilometer lange Linie vom Stadtzentrum nach Ain Taya und El Kiffan Bordj mit 30 Haltestellen, sowie eine westliche zwischen der Stadt Bab El Oued und Ain Benian (17 Kilometer, 20 Stationen).
Straßenbahnen verkehrten schon einmal zwischen 1890 und 1969 in der Stadt. Auch Oberleitungsbusse fuhren vom 1. Juli 1934 bis 1974 in der algerischen Hauptstadt. Es gibt außerdem fünf Seilbahnen, um die teilweise sehr steilen Hänge leichter zu überwinden.

### Medien
Die algerische Hauptstadt ist das Medien- und Verlagszentrum des Landes. Fast alle bedeutenden Radio- und Fernsehsender sowie Verlage Algeriens haben ihren Sitz in Algier. Die Stadt ist Sitz der 1961 gegründeten offiziellen Nachrichtenagentur des Landes, Algérie Presse Service (APS). Alle wichtigen ausländischen Nachrichtenagenturen haben Büros in Algier, darunter Agence France-Presse (AFP), Associated Press (AP) und Reuters.
Die in der Hauptstadt erscheinenden Tageszeitungen mit der höchsten Auflage (jeweils mehr als 100.000 verkaufter Exemplare im ganzen Land) sind: Al-Moudjahid (Gründung: 1965, Sprachen: arabisch und französisch), Al-Badil (Gründung: 1990, Sprachen: arabisch und französisch), Le Matin (Gründung: 1990, Sprache: französisch) und El Watan (Gründung: 1990, Sprache: französisch). Die in Algier erscheinende Wochenzeitschrift mit der höchsten Auflage ist Algérie Actualité (Gründung: 1965, Sprache: französisch).
Die Hauptstadt ist Sitz der staatlichen Gesellschaft Radiodiffusion et Télévision Algérienne (RTA). Sie ist für die Kontrolle der Radio- und Fernsehprogramme zuständig. Gesendet wird terrestrisch und über Satellit in Arabisch, Französisch und Tamazight.

### Bildung
Die Stadt ist Sitz der 1909 eröffneten Université d’Alger, der Université de Ben Aknoun, der Université de Bouzareah, der Université de la Formation Continue d’Alger, der Université des Sciences et de la Technologie Houari Boumediene und zahlreicher Forschungsinstitute, Hoch- und Fachschulen sowie Bibliotheken. Bedeutende Schulen der Hauptstadt sind die Ecole Nationale des Travaux publics, die École nationale d’administration und die École normale supérieure des langues et Sciences humaines d’Alger.
Weitere wichtige Bildungseinrichtungen in Algier sind: Faculté des Sciences Economiques et Sciences de Gestion, I.N.E.S des sciences commerciales d’Alger, I.N.E.S Oussoul Eddine d’Alger, Institut national agronomique, Institut National de Recherche Forestière, Institut national d’informatique, Institut Supérieur de la Gestion et de la Planification und Unité de recherche en aménagement du territoire.
Allgemeine Schulpflicht besteht für 6- bis 15-Jährige. Die Bildungs- und Ausbildungsunterschiede zwischen Männern und Frauen sind immer noch erheblich. Alphabetisierungsprogramme für Erwachsene und eine höhere Einschulungsrate bewirkten in den letzten Jahrzehnten ein langsames Absinken der Analphabetenquote.

### Internationale Organisationen
In Algier befindet sich das African Centre for the Study and Research on Terrorism der Afrikanischen Union.

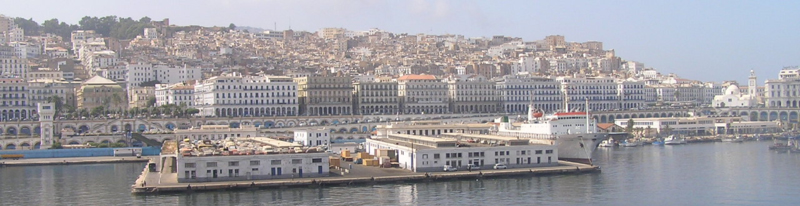
Blick auf Alger la Blanche (Algier die Weiße)

## Persönlichkeiten
Mit Algier verbunden waren oder in Algier wirkten folgende Personen:
- Albert Camus (1913–1960), französischer Schriftsteller (1957 Nobelpreis für Literatur)
- Camille Saint-Saëns (1835–1921), französischer Komponist

## Filme
- Pépé le Moko – Im Dunkel von Algier (1937), von Julien Duvivier, Gangsterfilm von dokumentarischem Wert über die Kasbah
- Algiers (1938), ein oscar-nominiertes Remake von Pépé le Moko von John Cromwell
- La battaglia di Algeri – Schlacht um Algier (1966), von Gillo Pontecorvo über den algerischen Unabhängigkeitskampf in Algier
- Bab el Oued City – Abschied von Algier (1994), von Merzak Allouache, Momentaufnahme vom Algier der beginnenden Krise
- Viva Laldjérie – Es lebe Algerien (2003), von Nadir Moknèche, Porträt dreier Frauen im modernen Algier

### Sachbuch
- Ernle Bradford: The sultan’s admiral: the life of Barbarossa. Hodder & Stoughton, London 1968, ISBN 0-340-02504-2
- Stephen Clissold: The Barbary Slaves. Rowman and Littlefield, 1977, ISBN 0-236-40084-3
- Geophysical Research Letters, Vol. 31, 2004: The 21 May 2003 Zemmouri (Algeria) earthquake Mw 6.8: Relocationand aftershock sequence analysis
- Jörg Manfred Mössner: Die Völkerrechtspersönlichkeit und die Völkerrechtspraxis der Barbareskenstaaten (Algier, Tripolis, Tunis 1518–1830). Verlag Walter de Gruyter, Berlin 1968
- Bernhard Schmid: Algerien – Frontstaat im globalen Krieg? Neoliberalismus, soziale Bewegungen und islamistische Ideologie in einem nordafrikanischen Land. Unrast Verlag, Münster 2005, ISBN 3-89771-019-6
- Bernhard Schmid: Das koloniale Algerien. Unrast Verlag, Münster 2006, ISBN 3-89771-027-7
- John B. Wolf: The Barbary Coast: Algeria under the Turks. W. W. Norton & Co., New York 1979, ISBN 0-393-01205-0

### Erzählende Literatur
- Maurice Attia, Jacques Ferrandez: Alger la Noire. Graphic Novel, Éditions Casterman, Tournai 2023, ISBN 978-2-203255-82-1